# Überfall auf Polen
Danzig – Westerplatte – Tucheler Heide – Krojanten – Mlawa – Radom – Wizna – Bzura – Brześć – Lemberg – Rawa Ruska – Lublin – Kampinos-Heide – Warschau – Szack – Modlin – Halbinsel Hel – Kock
Als Überfall auf Polen wird der völkerrechtswidrige Angriffskrieg des nationalsozialistischen Deutschland ab dem 1. September 1939 auf die Zweite Polnische Republik bezeichnet, mit dem der Zweite Weltkrieg in Europa begann. Nach mehrmonatigen diplomatischen Spannungen befahl Adolf Hitler der Wehrmacht den lange geplanten Polenfeldzug, der von Truppen des Slowakischen Staats unterstützt wurde (siehe slowakische Invasion Polens). Als Vorwand wurde der Überfall auf den Sender Gleiwitz vorgetäuscht. Hitler hoffte gegen Polen einen begrenzten Krieg führen zu können, riskierte aber, dass Frankreich und das Vereinigte Königreich aufgrund ihrer Beistandsverpflichtungen in den Krieg eintreten würden.
Am 3. September 1939 erklärten Frankreich und das Vereinigte Königreich den Krieg, die Dominions Australien, Neuseeland, Indien, Südafrika und Kanada erklärten kurz darauf den Krieg. Ihre begrenzten militärischen Maßnahmen wie die Saar-Offensive waren jedoch nicht zur Entlastung geeignet. Unterstützt von der Luftwaffe rückten zwei deutsche Heeresgruppen von Norden und Süden auf Polens Territorium vor. Deutsche Truppen erreichten am 8. September die Hauptstadt, die nach der Schlacht um Warschau am 28. September 1939 kapitulierte.
Gemäß dem geheimen Zusatzprotokoll zum deutsch-sowjetischen Nichtangriffspakt vom August 1939 besetzte die Rote Armee am 17. September Ostpolen. Die polnische Regierung floh am 17./18. September 1939 in das neutrale Rumänien, wo sie interniert wurde. Die am 30. September gebildete Polnische Exilregierung versuchte, mit geflohenen Truppenteilen Widerstand gegen die Besatzer zu organisieren. Die letzten in Polen verbliebenen Verbände der polnischen Streitkräfte ergaben sich am 6. Oktober 1939; die meisten polnischen Soldaten gingen in Kriegsgefangenschaft.
Im Deutsch-Sowjetischen Grenz- und Freundschaftsvertrag vom 28. September 1939 teilten Deutschland und die Sowjetunion Polen unter sich auf (Vierte Teilung Polens). West- und Zentralpolen mit Ausnahme der Woiwodschaft Białystok sowie die westlichen Teile Südpolens fielen an Deutschland, die ostpolnischen Gebiete an die Sowjetunion. Mit einem Erlass vom 8. Oktober 1939 trennte Hitler einen Teil der deutsch besetzten Gebiete, darunter auch rein polnische, als „eingegliederte Ostgebiete“ (Wartheland und Danzig-Westpreußen) vom sogenannten polnischen Reststaat ab. Er erweiterte die Provinz Schlesien in südlicher Richtung um überwiegend polnisch besiedelte Gebiete. Die Freie Stadt Danzig war bereits am 1. September (wieder) zum Bestandteil des Deutschen Reichs erklärt worden. In den übrigen deutsch besetzten Gebieten wurde vier Tage später das Generalgouvernement als Zone der „Abkapselung“ und rechtsfreien Ausbeutung geschaffen.
Während in den eingegliederten Ostgebieten mit einem Prozess der „Neuordnung“ und Eindeutschung begonnen wurde, war das Generalgouvernement zur rücksichtslosen Ausbeutung von Polen und Juden in Polen vorgesehen und wurde Objekt „völkischer Ausrottungsmaßnahmen“. Schon während der Kampfhandlungen und der deutschen Besetzung Polens 1939–1945 verübten Einsatzgruppen der Sicherheitspolizei und des SD und Angehörige der Wehrmacht teils planmäßig, teils spontan Massenmorde an der polnischen Intelligenzija und dem Kleinadel (Szlachta), an Priestern, Gewerkschaftern und Juden. Dieser „Auftakt zum Vernichtungskrieg“ diente auch der Vorbereitung des Deutsch-Sowjetischen Krieges und des Holocaust.
Der Begriff „Überfall auf Polen“ bezeichnet eigentlich nur den Kriegsbeginn. Der gesamte Kriegsverlauf, auch mitsamt der sowjetischen Invasion, wird gemeinhin als Polenfeldzug oder Invasion Polens bezeichnet. In Polen nennt man ihn Septemberfeldzug (Kampania wrześniowa) oder Verteidigungskrieg von 1939 (Wojna obronna 1939 roku). Die englische Bezeichnung ist Invasion of Poland, die französische Campagne de Pologne (1939), die niederländische Poolse Veldtocht, die dänische Felttoget i Polen i 1939.

## Politische Vorgeschichte
Polen hatte nach den drei Teilungen Polens zwischen Russland, Preußen und Österreich ab 1795 bis zum Ersten Weltkrieg nicht mehr als eigenständiger Staat existiert. Zwar hatte Napoleon Bonaparte 1807 und 1809 aus preußischen und österreichischen Teilungsgebieten seinen Satellitenstaat Herzogtum Warschau geformt, doch war dieser, ab 1815 mit Russland als Kongresspolen verbunden, im 19. Jahrhundert nach zwei Aufständen faktisch zu einer russischen Provinz geworden; ab 1864 wurde das Gebiet von imperialen Instanzen zum „Weichselland“ degradiert. Im Ersten Weltkrieg eroberten die Mittelmächte das Gebiet und bildeten es 1916 zum teilsouveränen Regentschaftskönigreich Polen um. Nach der Niederlage der Mittelmächte wurde es zur Basis für die am 11. November 1918 ausgerufene, unabhängige Zweite Polnische Republik.

### Deutschland und Polen (1918–1933)
Polen erhielt im Friedensvertrag von Versailles im Januar 1920 einen Teil von Pommerellen als Zugang zur Ostsee zugesprochen (Polnischer Korridor). Aus der deutschen Hansestadt Danzig wurde die Freie Stadt Danzig unter dem Mandat des Völkerbundes. Nach Aufständen in Oberschlesien entschied sich die Bevölkerung in der Volksabstimmung in Oberschlesien 1922 für die Zugehörigkeit Ostoberschlesiens zu Polen. In den von Deutschland an Polen abgetretenen Gebieten waren Polen in der Mehrheit. Etwa 1,1 Millionen der drei Millionen Einwohner waren Volksdeutsche. Für die ethnischen Minderheiten in Polen – vor allem Ukrainer, Juden, Belarussen und Deutsche – waren Schutzregeln vorgesehen.
Alle Regierungen der Weimarer Republik strebten eine Revision der Ostgrenzen auf politischem Wege an, um die 1919 verlorenen Gebiete zurückzugewinnen. Mit den Verträgen von Locarno gelang 1925 eine Verständigung Deutschlands mit Frankreich, die die Bedeutung Polens für das französische Sicherheitssystem reduzierte, während Großbritannien deutlich machte, den Polnischen Korridor nicht garantieren zu wollen. Deutschland hoffte, ein außenpolitisch isoliertes und innenpolitisch geschwächtes Polen mit sowjetischer Unterstützung zur Anerkennung deutscher Revisionswünsche zwingen zu können.
Der Völkerbund, dem Deutschland 1926 beigetreten war, erklärte per Beschluss vom 24. September 1927 den Angriffskrieg zu einem internationalen Verbrechen und die Pflicht zur friedlichen Streitbeilegung zum Grundsatz. Im Briand-Kellogg-Pakt vom 27. August 1928, den auch Deutschland unterzeichnete, wurde ein internationales Verbot des Angriffskrieges erklärt.

### Hitlers Kursänderung in der Ostpolitik
Die NSDAP gehörte seit ihrer Gründung zu den schärfsten Gegnern des Versailler Vertrages vom 28. Juni 1919. Adolf Hitler wollte die Revisionsfrage nutzen, um sein weiterreichendes Ziel, die gewaltsame Gewinnung von „Lebensraum im Osten“ zu erreichen. Ein spezifischer Polenhass findet sich in Hitlers politischem Denken Anfang der 1920er Jahre nicht, sondern vielmehr ein extremer Antisemitismus, der sich gegen das Sowjetregime als Repräsentanten eines „jüdischen Bolschewismus“ richtete. Das Deutsche Reich und die Sowjets suchten mit dem Vertrag von Rapallo von 1922 und dem Berliner Vertrag von 1926 eine Politik der Aussöhnung und Zusammenarbeit, vor allem, um die beidseitige internationale Isolation zu durchbrechen.
Mit dem auf zehn Jahre befristeten deutsch-polnischen Nichtangriffspakt vom 26. Januar 1934 vollzog Hitler eine Kehrtwende in der deutschen Ostpolitik und beendete das deutsch-sowjetische Sonderverhältnis. Mit dem autokratisch regierten und ebenfalls revisionistisch eingestellten Polen ging er daran, antisowjetische Politik zu betreiben und den Aufbau der Armee voranzutreiben, um nach, so Hitler, „kurze[n], entscheidende[n] Schläge[n] nach Westen“ den „Lebensraum im Osten“ zu erobern. Hitlers außenpolitischer Kurswechsel wird unterschiedlich bewertet. Nach Ansicht des Historikers Gottfried Schramm war Hitler der erste deutsche Politiker, „der eine vernünftige Polenpolitik ins Werk setzte und auf Anhieb zeigen konnte, wie gewinnbringend ein Abdrehen vom bisherigen Kurs war.“ Für Gerhard L. Weinberg verfolgte Hitler eher langfristige Eroberungsziele, für die er kurzfristigen Revisionismus zurückstellte, wenn dieser seinen langfristigen Plänen im Weg stand. Nach einer 2011 erschienenen Untersuchung handelte es sich nicht nur um ein Täuschungsmanöver Hitlers, sondern um ernsthafte Versuche, die Beziehungen zwischen beiden Ländern zu verbessern.
In den folgenden Jahren zerfiel das polnisch-französische Bündnis unter dem Eindruck der neuen Bündniskonstellationen. Der französisch-sowjetische Beistandspakt vom 2. Mai 1935 entfernte die ehemaligen Partner weiter voneinander, während Polen und das Deutsche Reich politisch und wirtschaftlich enger zusammenarbeiteten. Dies zeigte sich vor allem nach dem Münchner Abkommen vom 30. September 1938: Hatte sich die polnische Regierung von der deutschen Besetzung des Rheinlandes (7. März 1936) noch scharf distanziert, so nutzte sie die Lage nun für eigene Interessen aus. Am 2. und 3. Oktober besetzte Polen den tschechischen Teil der 1919 getrennten, ehemals Teschen genannten Stadt (Český Těšín) sowie das Olsagebiet. Am 10. Oktober 1938 besetzten die Deutschen gemäß dem Münchner Abkommen das Sudetenland.

### Deutsch-polnische Verhandlungen
Am 24. Oktober 1938 begann der deutsche Außenminister Joachim von Ribbentrop Verhandlungen mit der polnischen Regierung zur „Lösung aller strittigen Fragen“. Er verlangte die Wiedereingliederung Danzigs in das Deutsche Reich sowie Transitverkehr über ein neuzubauendes exterritoriales Teilstück der Reichsautobahn Berlin–Königsberg und über den Schienenweg (ehem. Preußische Ostbahn) durch den polnischen Korridor. Dafür bot er die Anerkennung der übrigen deutsch-polnischen Grenzen, eine Verlängerung des deutsch-polnischen Nichtangriffspakts auf 25 Jahre und einen Freihafen in beliebiger Größe in Danzig. Diese Angebote waren mit der Aufforderung eines Beitritts in den Antikominternpakt verbunden.
Die polnische Seite verzögerte die Antworten um fast sechs Monate, ging auf die meisten Angebote aus Berlin nicht ein und stellte nur graduelle Veränderungen in Aussicht. Sie fürchtete, dass die Annahme der Forderungen Polen zu einem deutschen Satellitenstaat gemacht hätte. Außenminister Józef Beck strebte dagegen eine Führungsrolle Polens in einem „Dritten Europa“ an, das von der Ostsee bis an die Adria reichen sollte. Seine Regierung lehnte daher ein gegen die Sowjetunion gerichtetes Militärbündnis mit Deutschland ab, obwohl die UdSSR in Polen immer noch als „Feind Nr. 1“ angesehen wurde. Die polnische Regierung versprach sich aber raschere außenpolitische Erfolge durch eine lockere Anlehnung an das Deutsche Reich, statt einer vollständigen Integration in dessen Bündnisvorstellungen, die letztlich zum Beitritt in den Antikominternpakt geführt hätten, mit dem Polen sich gegenüber der Sowjetunion unverantwortlich exponiert hätte und zudem faktisch aus dem westlichen Bündnissystem ausgeschieden wäre. Ribbentrops Angebot war nach Klaus Hildebrand eine „unannehmbare Zumutung“ für Polen, weil es sich bei Annahme völlig von seinem bisherigen Verbündeten Frankreich isoliert hätte. Das Land hätte damit „künftig an der Kette des Reiches gelegen“ und wäre zu einem „Satrapen für einen Eroberungszug im Osten“ geworden. Die deutsch-polnischen Verhandlungen zogen sich deshalb ergebnislos hin.

### Hitlers Bruch des Münchner Abkommens und weitere Gebietsgewinne
Am 15./16. März 1939 marschierte die Wehrmacht bei der „Zerschlagung der Rest-Tschechei“ unter Bruch des Münchner Abkommens in die tschechischen, bei der Tschecho-Slowakischen Republik verbliebenen Gebiete Böhmens und Mährens ein. Sie wurden als formal autonomes „Protektorat Böhmen und Mähren“ dem Reich einverleibt. Am 18. März 1939 drängte das Deutsche Reich der Slowakei, die so gerade erst von Hitlers Gnaden souverän geworden war, den Deutsch-Slowakischen Schutzvertrag auf. In der Folge wurde die Slowakei als faktischer Satellitenstaat in den bevorstehenden Kampf gegen Polen (und später gegen die Sowjetunion) einbezogen. Sie beteiligte sich schließlich im September am Angriff auf Polen mit dem Eigeninteresse, die nach dem Ersten Weltkrieg an Polen verlorenen slowakischen Grenzgebiete zurückzuerobern.
Auf das deutsche Ultimatum an Litauen vom 20. März hin gab die litauische Regierung am 22. März das 1920 vom Deutschen Reich getrennte, als Völkerbundsmandat unter französische Verwaltung gestellte und schließlich 1923 von Litauen annektierte Memelland zurück. Das (etwa 2600 Quadratkilometer große) Memelgebiet wurde wieder Teil der Provinz Ostpreußen. Das Deutsche Reich erhielt mit der Drohung einzumarschieren ein weiteres der Gebiete zurück, auf die es im Versailler Vertrag verzichtet hatte. Der strittige Korridor samt Danzig, von wesentlicher Bedeutung für die Beziehungen zur Republik Polen, stand aber noch aus; die Bedrohung für Polen war dadurch offensichtlich.

### Der Weg in den Krieg

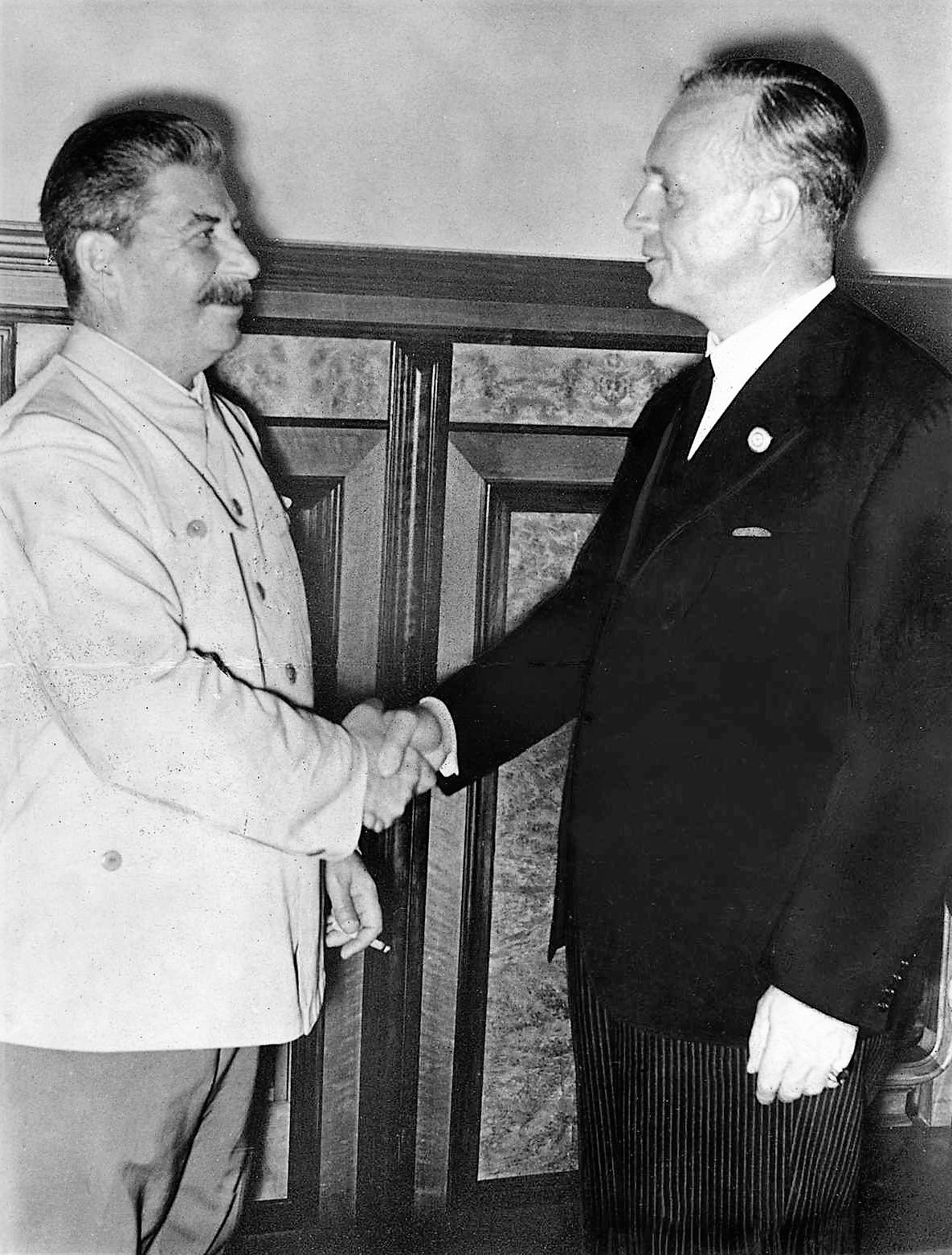
Handschlag Stalins und Ribbentrops nach der Unterzeichnung des Hitler-Stalin-Pakts, Moskau, 24. August 1939

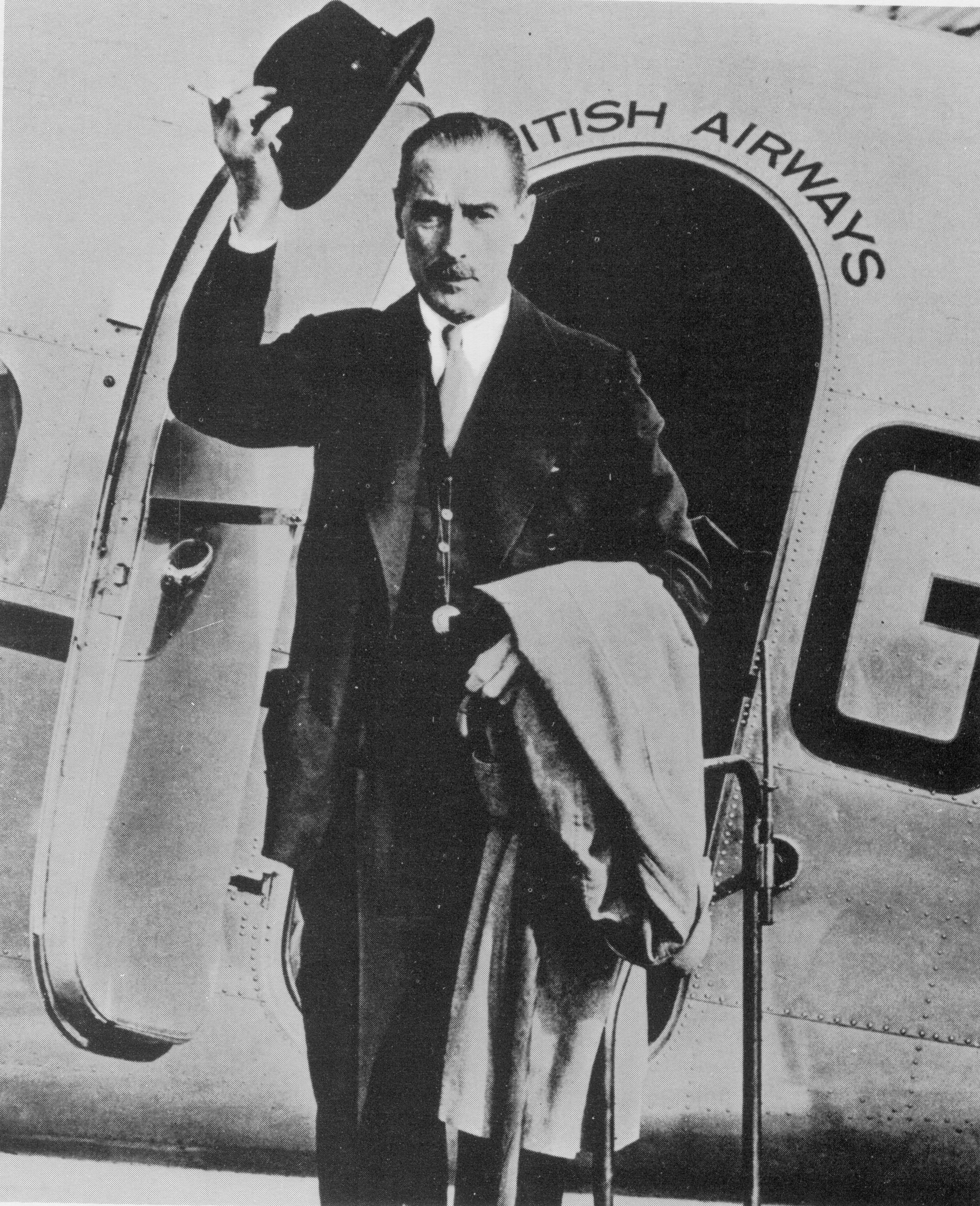
Nevile Henderson (August 1939)

Am 21. März 1939 wiederholte Außenminister Ribbentrop gegenüber dem polnischen Botschafter Józef Lipski das deutsche Angebot. Es hatte allerdings, so Horst Möller, lediglich den taktischen Zweck, Polen zu beruhigen, um im Westen freie Hand zu haben. Ribbentrop versprach, Hitler erkenne den polnischen Anspruch auf freien Zugang zum Meer an und sei der einzige deutsche Staatsmann, der einen endgültigen Verzicht auf den Korridor aussprechen könne. Hierfür verlange er die Rückkehr Danzigs zum Deutschen Reich und eine Bahn- und Autobahnverbindung zwischen dem Reich und Ostpreußen. Laut Möller handelte es sich aber „um ein diplomatisches Scheingefecht, das auf Zeitgewinn zur Kriegsvorbereitung setzte und mithilfe der vorgegebenen Verhandlungsbereitschaft über die wirklichen Absichten hinwegtäuschte.“ Die polnische Regierung gab sich indes keinen Illusionen mehr hin, sondern leitete am 23. März, dem Tag der Unterzeichnung des deutsch-litauischen Staatsvertrags zur „Wiedervereinigung des Memellandes mit dem Deutschen Reich“, eine Teilmobilmachung ihrer Streitkräfte im Polnischen Korridor ein. Nach dem Abzug litauischer Truppen begann der deutsche Einmarsch ins benachbarte Memelgebiet.
In einem Memorandum vom 25. März lehnte Polen die deutschen Vorschläge ab, betonte aber das fortbestehende Interesse an gutnachbarlichen Beziehungen. Ribbentrop beurteilte das polnische Vorgehen als defensiv und empfahl Hitler, den psychologischen Druck zu verstärken.
Großbritannien beendete nach dem deutschen Bruch des Münchner Abkommens und der nun offensichtlich gewordenen, aggressiv auf Eroberungen ausgerichteten Politik des Dritten Reiches seine bisherige Appeasement-Politik. Am 31. März sicherte der britische Premierminister Arthur Neville Chamberlain Polen militärische Unterstützung zu, falls dessen Existenz bedroht werde (→ britisch-französische Garantieerklärung). Auf Bitte Polens wurden am 6. April Verhandlungen über einen förmlichen Beistandspakt zwischen beiden Staaten aufgenommen. Am 17. Mai wurde die polnisch-französische Allianz durch ein Militärabkommen erneuert. Darin verpflichtete sich Frankreich im Fall eines deutschen Angriffs gegen Polen zu sofortigen Luftschlägen gegen Deutschland, ab dem dritten Tag zu begrenzten Offensivschlägen und ab dem 15. Tag zu einer Großoffensive. Im April und Mai bemühte sich Polen, von Großbritannien und Frankreich einen Kredit für den Kauf von Waffen und Rohstoffen zu erlangen. Doch diese weigerten sich. Erst am 24. Juli gewährte die britische Regierung einen Kredit von nur 8 Millionen Pfund. Damit war Polen auf sich selbst angewiesen.
Hitler kündigte am 28. April 1939 den deutsch-polnischen Nichtangriffspakt und das deutsch-britische Flottenabkommen vom 18. Juni 1935. Bereits am 11. April hatte er der Wehrmacht Weisung zur Ausarbeitung eines Kriegsplanes gegen Polen erteilt. Bei seiner Rede vor den Oberbefehlshabern am 23. Mai 1939 verkündete er das eigentliche Ziel des bevorstehenden Feldzuges:

„Danzig ist nicht das Objekt, um das es geht. Es handelt sich für uns um Arrondierung des Lebensraumes im Osten und um Sicherstellung der Ernährung … In Europa ist keine andere Möglichkeit zu sehen.“

Damit wollte Hitler die Abhängigkeit von westlichen Importen verringern (siehe auch: Autarkie) und eine Seeblockade, die im Ersten Weltkrieg zur militärischen und politischen Niederlage Deutschlands beigetragen hatte, vermeiden. Er setzte die Verhandlungen um Danzig noch bis zum August 1939 fort, um Zeit für Kriegsvorbereitungen zu gewinnen und Großbritannien und Frankreich möglichst von einem militärischen Eingreifen abzuhalten.
Diese hätten Polen durch einen Einmarsch in Deutschland von Westen her helfen können, waren darauf aber trotz zahlenmäßiger Überlegenheit ihrer Divisionen nicht vorbereitet oder nicht dazu bereit. Um Polen auf dessen Gebiet militärisch wirksam unterstützen zu können, verhandelten die Westmächte seit Sommer 1939 über eine Militärkonvention mit der UdSSR. Diese verlangte ein Durchmarschrecht für die Rote Armee durch Polen. Dessen Regierung befürchtete, dass die Sowjets dieses Recht zur Rückgewinnung ihrer 1921 verlorenen Gebiete ausnutzen würden. Polens Außenminister lehnte diese Bedingung daher am 15. August 1939 endgültig ab. Noch während dieser Gespräche handelte der sowjetische Außenminister Molotow mit Ribbentrop in Moskau den Deutsch-Sowjetischen Wirtschaftsvertrag aus, der dem Deutschen Reich Rohstofflieferungen auch im Fall einer Seeblockade sichern sollte.
In der auf dem Berghof gehaltenen Ansprache Hitlers vor den Oberbefehlshabern am 22. August 1939, von der mehrere Aufzeichnungen existieren, definierte er als Ziel des bevorstehenden Feldzuges: „Vernichtung Polens = Beseitigung seiner lebendigen Kraft“. Der Feldzug werde keine großen Probleme mit den Westmächten nach sich ziehen: „Mit einem Dazwischentreten Englands und Frankreichs rechne er nicht, sei vielmehr überzeugt, daß beide Staaten wohl drohen, mit dem Säbel rasseln, Sanktionen verhängen, vielleicht auch eine Blockade aufrichten, aber niemals militärisch eingreifen würden.“ Um Deutschland einzudämmen, hätten sie bislang auf ein Bündnis mit der Sowjetunion gehofft – „auch diese Karte habe ich ihnen nun aus der Hand geschlagen.“
Am 24. August 1939 folgte der Hitler-Stalin-Pakt, dessen „Geheimes Zusatzprotokoll“ die Interessengebiete aufteilte: Danach sollten Ostpolen und das Baltikum der sowjetischen Interessensphäre zugeschlagen werden. Laut einer diplomatisch ausgehandelten Ergänzung dazu sollten die Flüsse Pissa, Narew, Weichsel und San die Grenze zwischen den Interessensphären Deutschlands und der UdSSR bilden.
Noch während sich der Hitler-Stalin-Pakt abzeichnete, hatte Großbritannien Hitler wissen lassen, dass sich an seinem Beistandsversprechen gegenüber Polen nichts ändern würde. Polen, das der Sowjetunion immer misstraut hatte, ging nicht davon aus, dass sich Wesentliches geändert hätte, und glaubte dementsprechend nicht, dass die Sowjetunion in einen Krieg eintreten könnte. Um Polen keine Zeit für eine Mobilmachung zu geben, war Hitler entschlossen, auf die Formalien eines Ultimatums und einer Kriegserklärung zu verzichten. Bereits am 23. August war der Zeitpunkt des Angriffs auf den 26. August, 4:30 Uhr festgelegt worden. Am Abend des 25. August erreichte Hitler zum einen die Nachricht Mussolinis, Italien sei auf einen Krieg nicht ausreichend vorbereitet. Zum anderen wurde die Unterzeichnung der britisch-polnischen Beistandspakts in London bekannt gegeben. Daraufhin ließ Hitler den bereits angelaufenen Angriff stoppen. Damit nahm er nicht etwa von seinen Kriegsplänen Abstand, sondern wollte noch einmal versuchen, einen Keil zwischen Großbritannien und Polen zu treiben. In der Verhandlungsbereitschaft der britischen Regierung sah er eine Möglichkeit, Polen zu isolieren und einen Vorwand für den Angriff zu schaffen. Am 29. August forderte Hitler gegenüber dem britischen Botschafter, Nevile Henderson, Danzig, den Korridor und den Schutz deutscher Minderheiten in Polen. Binnen 24 Stunden habe ein polnischer Emissär mit umfassenden Vollmachten in Berlin zu erscheinen. Die Frist war bewusst zu knapp bemessen, um den Druck zu erhöhen. Polen hatte angesichts der Meldungen aus Deutschland an diesem Tag die Generalmobilmachung angeordnet, die vom Ministerrat beschlossene Bekanntmachung aber auf britisches und französisches Anraten verschoben. Außenminister Ribbentrop erklärte am 30. August, die Polen seien nicht bereit zu verhandeln und deutsche Vorschläge deshalb gegenstandslos. Am folgenden Tag wurden sechzehn Punkte im deutschen Rundfunk verlesen, die Polen angeblich abgelehnt hätte, die Polen aber auch nie übermittelt worden waren. Zu diesem Zeitpunkt hatte Hitler den Angriffsbefehl für den 1. September bereits erteilt.

### Propaganda und fingierte Grenzzwischenfälle
Während der sich verschärfenden Lage hatten auf beiden Seiten die Berichte über Grenzverletzungen und Zwischenfälle zugenommen. Seit Anfang 1939 war es zu Ausschreitungen gegen Volksdeutsche in Polen gekommen. Die NS-Propaganda, die während der Dauer des deutsch-polnischen Nichtangriffspaktes nicht negativ über Polen berichten durfte, nutzte diese Vorfälle seit März 1939, um ein Feindbild von Polen zu verstärken. Deutsche Polizeiberichte schilderten etwa den polnischen Beschuss von militärischen und zivilen Flugzeugen und zahlreiche Übergriffe, auch mit Todesfolge auf deutscher Seite. Auch die Polen machten eine Aufstellung von Zwischenfällen.

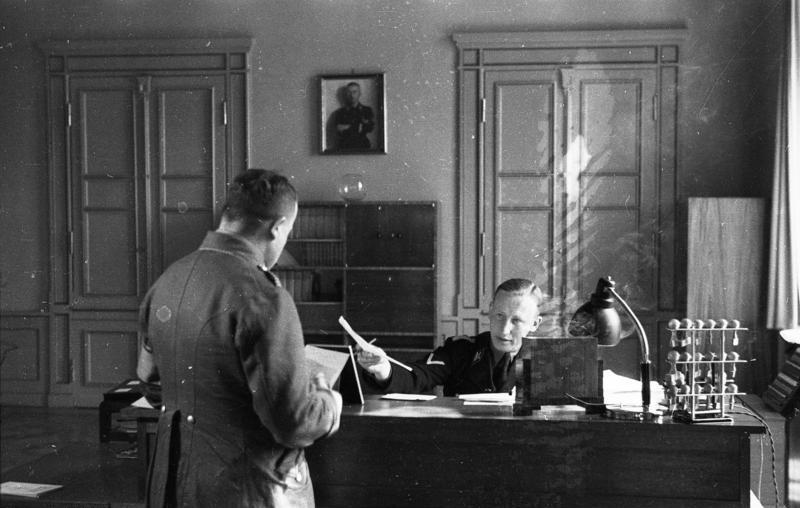
Organisatoren des Überfalls auf den Sender Gleiwitz: Heydrich und Naujocks, 11. April 1934

Um den 10. August 1939 begannen unter der Leitung von Reinhard Heydrich, unterstützt durch den Leiter der Gestapo Heinrich Müller, die Vorbereitungen für fingierte Grenzzwischenfälle. Ab dem 22. August 1939 täuschten als polnische Freischärler verkleidete SD- und SS-Angehörige sowie dazu genötigte KZ-Häftlinge (die ermordet und als Beweis für Kampfhandlungen liegen gelassen wurden) mehrere „Grenzzwischenfälle“ vor. Zum bekanntesten Vorwand für den Angriffskrieg gegen Polen wurde der „Überfall auf den Sender Gleiwitz“ am 31. August 1939: Eine Gruppe von SS-Männern in Zivil unter Führung von Sturmbannführer Alfred Naujocks überfiel den Sender Gleiwitz, um in polnischer und deutscher Sprache einen polnischen Aufstand zu proklamieren. Hitler sprach in seiner Reichstagsrede am 1. September von 14 Grenzzwischenfällen, die Polen in der vorangegangenen Nacht provoziert habe, „darunter drei ganz schwere“: Dabei bezog er sich auf diese selbst angeordneten Übergriffe. Da der SD seine Aktionen indes dilettantisch ausgeführt hatte, fanden sie nach Hitlers Rede in der Propaganda keine Erwähnung mehr. Deutsche Wochenschauen vom September 1939 zeigten brennende deutsche Bauernhöfe im polnischen Korridor oder die Beerdigung eines erschossenen Danziger SS-Mannes als Kriegsbegründungen.

## Militärischer Verlauf

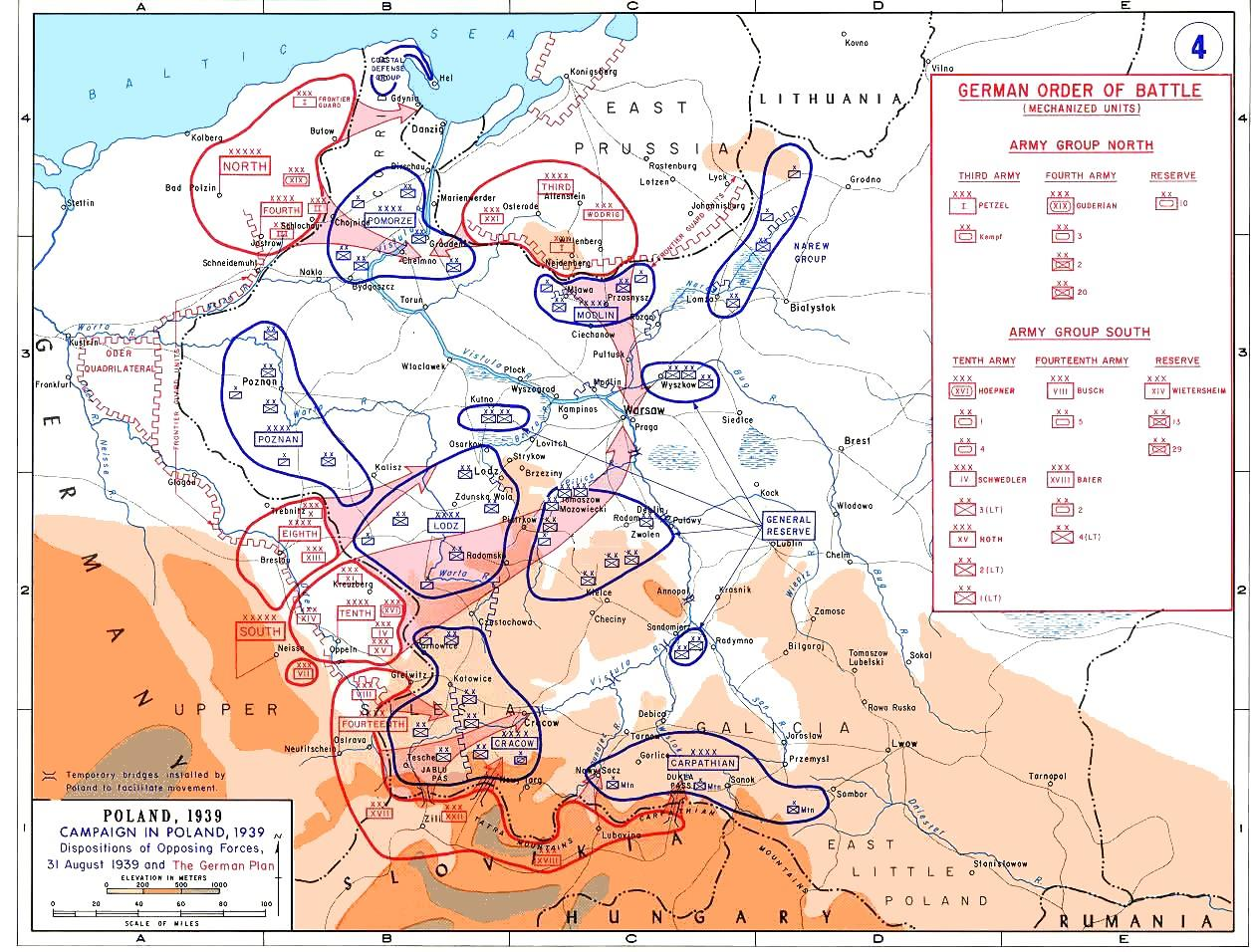
Ausgangsstellungen der Heere und geplante Hauptstoßrichtungen

### Deutsche Pläne
Das Oberkommando des Heeres (OKH) schloss seine Planung bis zum 15. Juni 1939 ab (Codename Fall Weiß). Die Vorbereitungen wurden als Manöverübungen, Bau von Grenzbefestigungen und anderem verdeckt durchgeführt. So wurden zur 25-Jahr-Feier der Schlacht bei Tannenberg in Ostpreußen eine Infanterie- und eine Panzerdivision aus dem Reich abgeordnet. Die eigentliche Generalmobilmachung begann jedoch verdeckt erst am 25. August 1939.

Zeitgenössische deutsche Darstellung des polnischen Aufmarschs

Bedingt durch den Grenzverlauf und Bündnispolitik hatte Deutschland schon von Beginn an Polen von mehreren Seiten her eingekesselt – vom Nordwesten bis zum Gebiet der verbündeten Slowakischen Republik im Süden, dazu von Nordosten aus Ostpreußen. Nach Kriegsbeginn kam das bis dahin neutrale Danziger Gebiet hinzu, und im Osten lag die verbündete Sowjetunion. Daher befanden sich die deutschen Streitkräfte in einer vorteilhaften Lage. Für den Angriff wurden sie in zwei Heeresgruppen unterteilt: Die Heeresgruppe Nord (630.000 Mann unter Generaloberst Fedor von Bock) sollte zunächst die polnischen Streitkräfte im polnischen Korridor zerschlagen, um eine Verbindung zwischen Ostpreußen und dem Hauptgebiet des Deutschen Reiches herzustellen. Danach sollte sie direkt auf Warschau vorstoßen, um damit den Hauptangriff, der im südlichen Polen stattfinden sollte, zu entlasten. Die Heeresgruppe Süd (886.000 Mann unter Generaloberst Gerd von Rundstedt) verfügte über drei Armeen. Die 14. Armee unter Generaloberst Wilhelm List sollte von Schlesien und der Slowakei aus die polnischen Grenzbefestigungen in Ostoberschlesien einnehmen, danach die deutschen Operationen nach Galizien hin mit Angriffen decken und auf den Fluss San vorrücken. Die 10. Armee unter General der Artillerie Walter von Reichenau sollte den Hauptangriff auf Warschau führen. Dazu wurden ihr die meisten motorisierten Verbände zugeteilt. Auf ihrer linken Flanke sollte die 8. Armee unter General der Infanterie Johannes Blaskowitz die Operationen nach Posen hin abschirmen. So hoffte die deutsche Führung, die Masse des polnischen Heeres noch westlich der Weichsel zu umfassen und zu vernichten.
Schon am 25. August befand sich ein großer Teil der Truppen in ihren Bereitstellungsräumen. Hitler befahl den Angriff für den 26. August, zog den Angriffsbefehl aber kurzfristig zurück, nachdem er erfahren hatte, dass Italien nicht kriegsbereit sei und England und Polen ihre gegenseitigen Zusagen vertraglich fixiert hatten. So erhielt die Wehrmachtführung weitere sieben Tage Zeit, um die Mobilmachung der Truppen abzuschließen.
Einige Einheiten erfuhren jedoch nichts mehr vom Haltebefehl und starteten die vorgesehenen Kriegshandlungen. Ein Stoßtrupp der 10. Armee eröffnete am 26. August 1939 gegen 4:30 Uhr das Feuer auf Bunkeranlagen bei Lubliniec; da die erwartete Verstärkung infolge des Haltebefehls ausblieb, wurde der Trupp fast vollständig aufgerieben. Ein Kommandounternehmen gegen den seit 1938 polnisch besetzten Bahnhof von Mosty, mit dem Ziel der Sicherung und Besetzung des Jablunkapasses, erzielte anfänglich Erfolge, musste sich aber wieder zurückziehen. Auch an der Weichselbrücke Dirschau kam es zu einigen Zusammenstößen deutscher und polnischer Truppenteile, bei denen beiderseits erste Verluste zu verzeichnen waren.

### Polnische Pläne

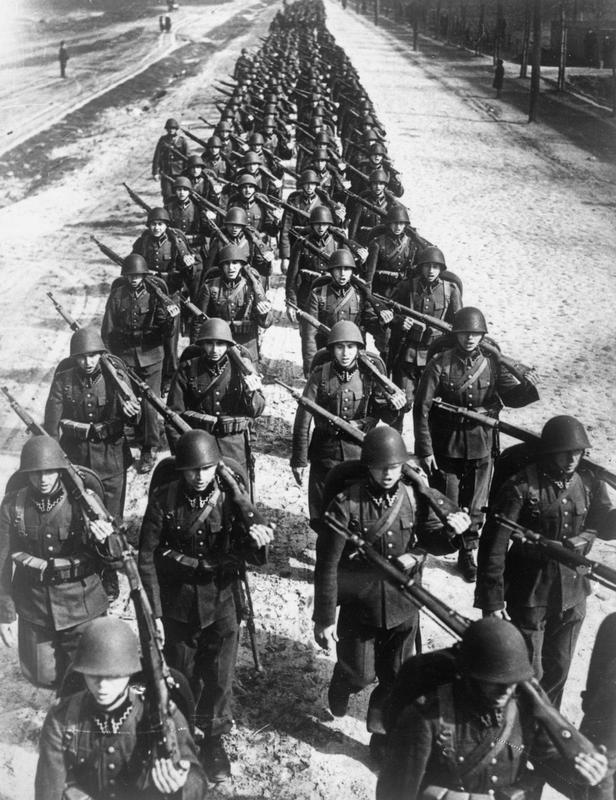
Polnische Infanterie in Helm Muster 31

Einen detailliert ausgearbeiteten Plan für den Kriegsfall mit Deutschland hatte der polnische Generalstab nicht. Die von Józef Piłsudski geprägte Politik und Strategie Polens war seit 1918 von der Sowjetunion als Hauptgegner ausgegangen und von Deutschland als eher unwahrscheinlichem Feind. Selbst als sich diese Einschätzung nach dem Tod Piłsudskis 1935 und angesichts des immer aggressiveren Deutschen Reichs zu wandeln begann, ging die Militärführung dennoch davon aus, dass Deutschland hauptsächlich gegen Frankreich kämpfen und gegen Polen nur eine schwache Offensive starten würde. Ein Programm zur Modernisierung und zur stärkeren Ausrichtung gegen das Reich, den der polnische Generalstab von 1936 an verfolgte, wurde nur in geringen Teilen umgesetzt. Den Plan Zachód (Plan West), seinen Operations- und Aufmarschplan für den Fall eines deutschen Angriffs, musste der polnische Generalstab in den Jahren 1938/39 immer wieder entsprechend der sich verändernden strategisch-politischen Lage erneuern, was bis zum Kriegsausbruch in Fluss blieb. Die Bedrohung der Karpatengrenze durch Einbeziehung der Slowakei in den deutschen Aufmarschraum nach der „Zerschlagung der Rest-Tschechei“ im März 1939 und die im gleichen Monat begonnene Teilmobilmachung mit der lediglich politisch begründeten Abzweigung eines Korps zur Verhinderung eines deutschen Handstreichs gegen Danzig führten zu einer Verzettelung der Kräfte. In der Krise des Sommers 1939 fand die Planung nur noch auf höchster Ebene statt und nahm den Charakter von Improvisationen an. Zudem gingen Politik und Militär von falschen strategischen Annahmen aus. Neben der Erwartung eines deutschen Kräfteabflusses gegen Frankreich wurde angenommen, dass Frankreich und Großbritannien in großem Umfang Kriegsmaterial zur Stärkung der Front im Osten leisten würden. Auch wurde die deutsch-sowjetische Annäherung ignoriert. Die Pläne gingen vielmehr davon aus, dass Materiallieferungen Polen über die Sowjetunion und Rumänien erreichen würden.
Im März 1939 war der polnischen Regierung klar geworden, dass die Deutschen auf ihren Forderungen beharren würden; selbst ein Ultimatum wurde nicht mehr ausgeschlossen. Man beschloss, dass ein Nachgeben nicht mehr in Frage komme, weil Berlin unweigerlich neue Forderungen stellen würde, und man mittlerweile wisse, dass „deutsche Grenzgarantien überhaupt nichts wert“ seien. Die polnische Regierung rechnete im März 1939 auch mit einem deutschen Angriff, glaubte aber, dann die Unterstützung der Westmächte zu erhalten.
Polen begann am 23. März 1939 mit einer Teilmobilmachung, indem fünf Verbände vor allem in den westlichen Bezirken auf Kriegsstärke gebracht und zwei Verbände sowie eine Kavallerie-Brigade an die Westgrenze verlegt wurden. Die in aller Eile erfolgenden Vorkehrungen blieben unvollständig und wurden durch den ständig veränderten Operationsplan verkompliziert. Die polnische Armeeführung versuchte, auf die immer bedrohlicher werdende Situation an den Flanken, insbesondere in der Slowakei zu reagieren, indem der linke Flügel durch die Bildung einer neuen Armee „Karpaty“ bis an die ungarische Grenze verlängert wurde. Die Westmächte drängten Polen außerdem, sich zurückzuhalten, um Hitler keinen Vorwand zu liefern, Polen aggressiver Absichten zu beschuldigen, und auch wirtschaftlich stellte die Teilmobilmachung eine große Belastung dar.
Zudem war Polen klar, dass man im Falle eines Krieges gegen Deutschland mit einer Niederlage und im Falle einer verspäteten französischen Offensive mit einer militärischen Katastrophe rechnen müsste. Denn Regierung und Generalstab wussten um die militärische Unterlegenheit ihrer Streitkräfte, gerade was moderne Flugzeuge, Panzer, Geschütze und Transportmittel anging. Der polnische Kriegsminister Tadeusz Kasprzycki und der französische Generalstabschef Maurice Gamelin vereinbarten deshalb am 19. Mai 1939, dass im Falle eines deutschen Angriffs im Osten die polnische Armee in der Defensive bleiben und sich bei einem deutschen Angriff im Westen bemühen solle, „die größtmögliche Zahl der deutschen Truppen zu binden“. Die polnischen Politiker und Soldaten erwogen keine ehrgeizigeren militärischen Operationen als kleinere Vorstöße nach Ostpreußen. „Die Legende von den siegessicheren und übermütigen polnischen Politikern und Militärs, die vom Marsch nach Berlin geträumt hätten“, so schreibt der Historiker Hermann Graml, „ist tatsächlich nichts anderes als eine Legende, die ihre Geburt der nationalsozialistischen Propaganda verdankt, ferner einem Teil der polnischen Presse, der Zuversicht zu verbreiten suchte, und einer kleinen Minderheit rechtsextremistischer Schreihälse“.
Der polnische Operationsplan bewertete die deutschen Angriffsverbände, operativen Möglichkeiten und Absichten im Großen und Ganzen zutreffend. Da sich die Hauptmobilmachungs- und Kriegswirtschaftsbasis Polens westlich der Weichsel befand, war man auf einen grenznahen Kampf festgelegt, zumal eine enge politische und militärische Anlehnung an die Sowjetunion ausschied. In Anbetracht der Überlegenheit der deutschen Wehrmacht musste sich die polnische Verteidigung darauf konzentrieren, bis zu einer Offensive der Westmächte so wenig Gelände wie möglich preiszugeben, Zeit zu gewinnen und dem Gegner Verluste zuzufügen. Um die durch „Handstreiche“ bedrohten Räume früh und stark zu sichern, sollten die Armeen der I. Staffel im Raum südlich von Bromberg sowie westlich von Łódź und im oberschlesischen Industriegebiet eingesetzt werden, während relativ starke Flügel vor allem im Norden gestützt auf die Weichsel, den Narew und die Biebrza sowie im Süden auf die Karpaten die Hauptkräfte vor Überraschungen schützen sollten.
Fünf Armeen und eine selbständige Gruppe wurden als I. Staffel in vorderster Linie postiert. Zwei Armeen und zwei kleinere Gruppen bildeten als II. Staffel die Reserve. Den Schwerpunkt bildeten die Armeen „Kraków“ (General Szylling) und „Lódz“ (General Rómmel) im Süden, die den Hauptangriff der Deutschen aufhalten sollten. Von ihrer Standfestigkeit hing es ab, ob ein Rückzug nach Südosten notwendig sein würde. Im Westen und Norden waren die Armeen „Poznań“ (General Kutrzeba) und „Pomorze“ (General Bortnowski) vorgeschoben. Die Gruppe „Kutno“ (General Bołtuć) sollte Rückendeckung geben. Die exponierte Lage brachte die Gefahr mit sich, dass diese Verbände im Falle eines raschen deutschen Durchbruchs in Richtung Łódź–Warschau abgeschnitten würden. Dagegen wurden als Reserve die zentralen Armeen „Prusy“ (General Dąb-Biernacki) und die noch in Aufstellung begriffene Armee „Lublin“ (General Tadeusz Piskor) westlich und an der Weichsel konzentriert. Später ab 7. September 1939 etablierte sich unter dem Kommando von General Kleeberg im Raum östlich von Radom und bei Chełm zusätzlich die selbständige Operative Gruppe Polesie (Samodzielna Grupa Operacyjna), welche die Zugänge nach Brest und Kobryn decken sollte.
Im Norden sollte die Armee „Modlin“ (General Krukowicz-Przedrzymirski) den aus Ostpreußen angreifenden deutschen Kräften den Weg nach Warschau versperren, dabei hatte die Operationsgruppe „Narew“ (General Młot-Fijałkowski) vom Osten her zu unterstützen. Das Gesamtziel der polnischen Armeeführung bestand darin, möglichst lange die zur Kampfführung notwendigen Gebiete zu decken.
Als Außenminister Ribbentrop am 22. August 1939 nach Moskau reiste, beschloss die polnische Regierung die „Alarmmobilmachung“ in den sechs an Deutschland grenzenden Korpsbezirken, wobei die mobilgemachten Truppen noch in oder nahe ihren Standorten verblieben. Am 27. August wurde die Mobilmachung der restlichen „Alarmeinheiten“ angeordnet. Dabei mag man in Teilen der polnischen Führung noch bis zum 28. August bezweifelt haben, ob es wirklich zum Krieg mit Deutschland kommen würde; auch wurde teilweise nur mit begrenzten deutschen Aktionen besonders gegen Danzig gerechnet. Am 29. August wurde der Befehl erteilt, die Truppen in die Ausgangsstellungen zu verlegen und die wichtigsten Schiffe der polnischen Flotte in britische Gewässer in Sicherheit zu bringen (Operation Peking), am Nachmittag die allgemeine Mobilmachung aber wieder abgesagt, weil Frankreich und Großbritannien dadurch die letzte Chance zur Beilegung des Konfliktes vergeben sahen. Als am 30. August die Mobilmachung mit Wirkung zum folgenden Tag erneut angeordnet wurde, kam es zu beträchtlicher Verwirrung und Verzögerungen. Zu Beginn des deutschen Angriffs war bei allen Armeen der I. Staffel erst ein Drittel der Verbände einsatzbereit.
Neben der misslichen wehrgeographischen Lage und der militärischen Unterlegenheit Polens trug auch der polnische Operations- und Mobilmachungsplan zur Niederlage bei, da darin die Stoßkraft des deutschen Heeres und seiner operativen Möglichkeiten vor allem im Süden unterschätzt wurde. Der sowjetische Einmarsch in Ostpolen am 17. September zerschlug schließlich die letzten Hoffnungen, etwa drei Monate durchhalten oder eine Art Guerillakrieg führen zu können.

### Die militärischen Kräfte im Vergleich
Polen verfügte über umgerechnet etwa 44 Divisionen gegenüber etwa 57 deutschen Divisionen, die noch dazu wesentlich besser ausgerüstet und bewaffnet waren. 2400 leichten und mittleren deutschen Panzern – Panzer I, II, III und IV sowie die tschechischen Beutepanzer Panzer 35 (t) und 38(t) – standen rund 800 leichte (Tanketten, 7TP) und veraltete Panzer Renault FT gegenüber. Gepanzerte Großverbände nach deutschem Muster gab es bis auf zwei motorisierte Brigaden nicht.
Den deutschen Luftflotten 1 und 4 mit zusammen 1929 einsatzbereiten, zum großen Teil modernsten Flugzeugen (der Mittelstreckenbomber He 111, das Jagdflugzeug Bf 109, den Sturzkampfbomber Ju 87 und andere) konnten die Polen nur 842 Maschinen – die Jäger PZL P.7 und vor allem PZL P.11, die modernen Bomber PZL.23 Karaś und PZL.37 Łoś sowie einige ältere Modelle – entgegenstellen.
Zur Organisation der Kräfte siehe Schematische Kriegsgliederung der Wehrmacht für den Überfall auf Polen.

### Der Kriegsbeginn

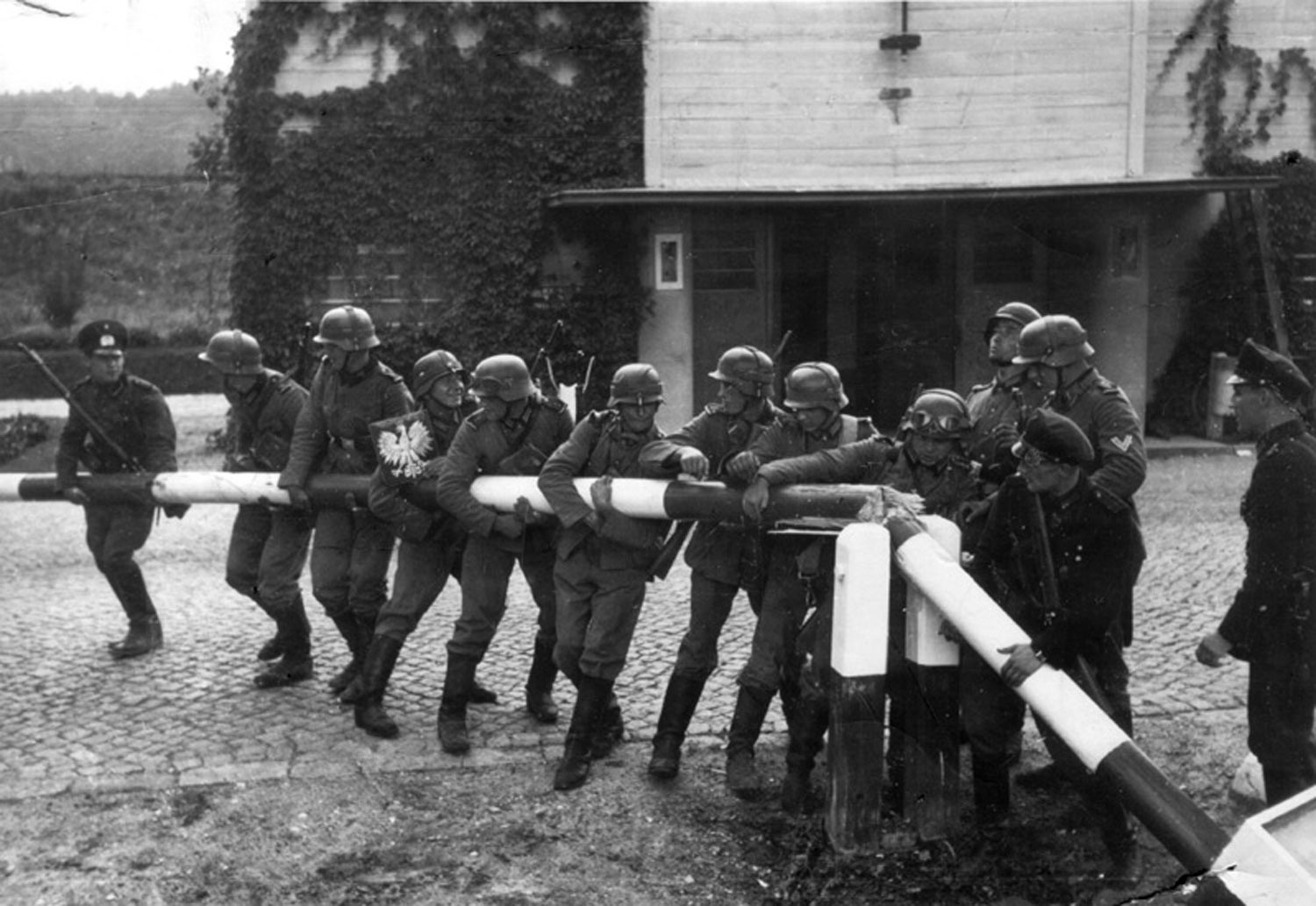
Gestellte Aufnahme für die NS-Propaganda. Danziger Landespolizisten und Grenzbeamte reißen den polnischen Schlagbaum bei Zoppot ab.

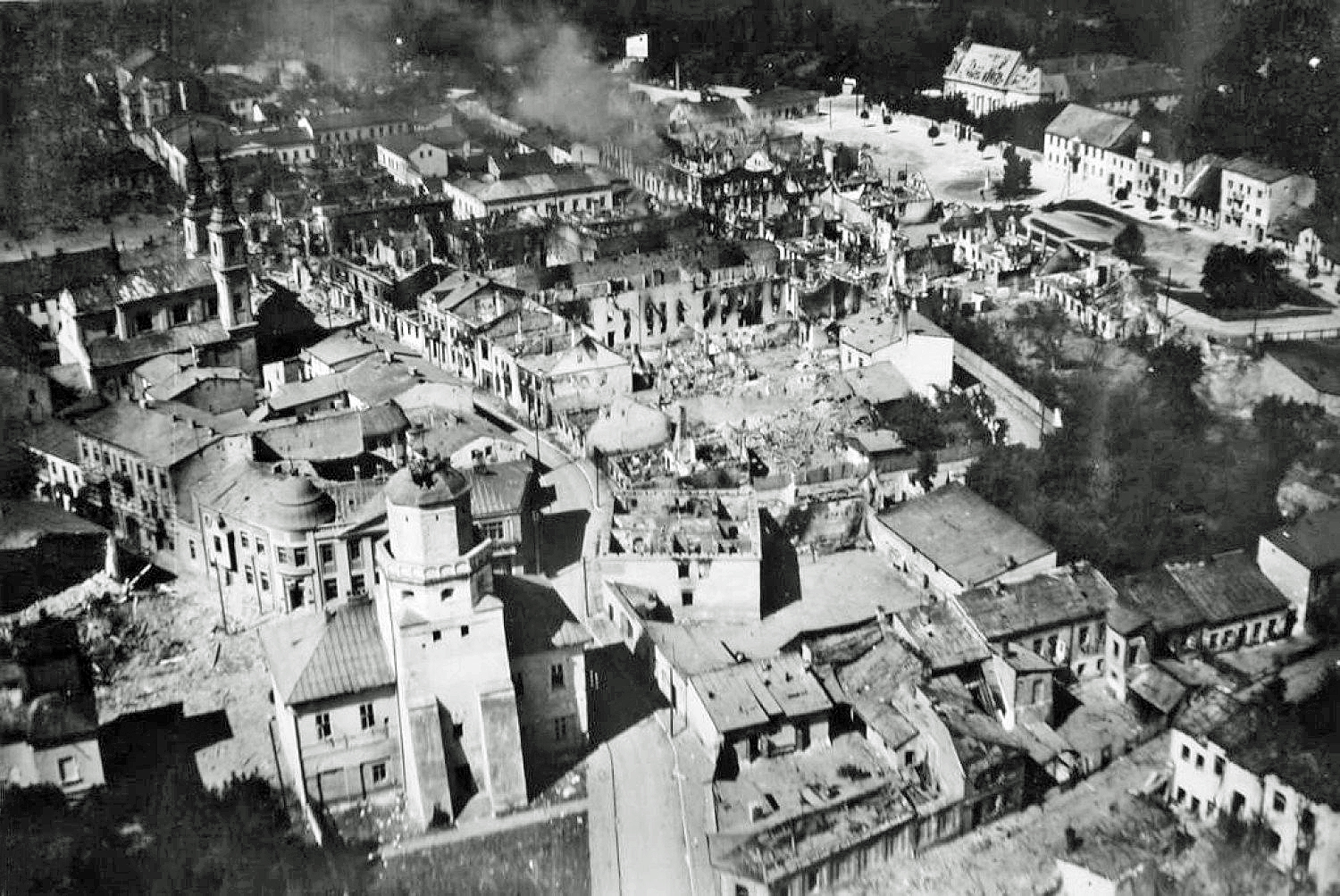
Luftangriff auf Wieluń am 1. September 1939

Am 31. August 1939 gab Hitler die Weisung, am nächsten Tag um 4 Uhr 45 den Angriff auf Polen zu beginnen. Den diplomatischen Vertretungen wurde mitgeteilt, es handle sich um eine Abwehrmaßnahme und sie dürfe unter keinen Umständen als „Krieg“ bezeichnet werden. Der exakte Zeitpunkt und Ort der ersten Kampfhandlung ist umstritten. Ab 4:45 Uhr, kurz vor Sonnenaufgang, beschoss das frühere Linien- und ehemalige Flottenflaggschiff Schleswig-Holstein, das als Schulschiff der Kriegsmarine auf Besuch in der Freien Stadt Danzig war, die polnische Garnison auf der Westerplatte. Die SS-Heimwehr Danzig und deutsche Polizeitruppen stürmten das polnische Postamt in Danzig. Beide Orte waren rechtlich laut Versailler Vertrag polnische Exklaven auf dem Gebiet Danzigs.
Die Stadt Wieluń wurde laut Zeitzeugen bereits um 4:37 Uhr, laut deutscher Einsatzmeldung eine Stunde später – ohne Kriegserklärung – von zwei Stuka-Geschwadern unter Befehl von Wolfram von Richthofen angegriffen. Bei der ersten Angriffswelle wurde das Krankenhaus der Stadt dem Erdboden gleichgemacht. Die völlig überraschten Einwohner wurden aus Bordwaffen gezielt beschossen. Im Verlauf des Tages folgten zwei weitere Angriffe mit je 29 Flugzeugen. Etwa 1200 der damals 16.000 Einwohner wurden getötet. Nach den Luftangriffen waren 90 Prozent des historischen Ortskerns und 70 Prozent aller Gebäude von Wieluń zerstört.
Weitere Kommandoaktionen sollten die Sprengung von Eisenbahnbrücken verhindern. Dazu starteten um 4:26 Uhr drei Stukas vom Typ Ju 87 B unter Oberleutnant Bruno Dilley im ostpreußischen Landkreis Elbing. Um 4:34 Uhr lösten sie ihre Bomben über dem Bahndamm links neben der Weichselbrücke Dirschau aus, welche die dort stehenden Zündapparate und polnischen Pioniere trafen. Dennoch wurde die Brücke um 6:10 und 6:40 Uhr von polnischen Verteidigern gesprengt.
Hitler sagte gegen 10:10 Uhr desselben Tages in einer im Rundfunk übertragenen Reichstagsrede:

„[…] Polen hat nun heute nacht zum ersten mal auf unserem eigenen Territorium auch mit bereits regulären Soldaten geschossen. Seit 5:45 Uhr wird jetzt zurückgeschossen! Und von jetzt ab wird Bombe mit Bombe vergolten! […]“

Um 8:30 berichtete der französische Botschafter aus Warschau und kurz darauf befahlen Chamberlain und Daladier die Generalmobilmachung, sowie die Evakuierung der französischen Zivilbevölkerung aus der Grenzregion (zone rouge). Frankreich und Großbritannien forderten am Abend in zwei getrennten Noten den sofortigen Rückzug aller deutschen Truppen aus Polen. Eine Fristsetzung erfolgte nicht, da Chamberlain sich mit Daladier abstimmen wollte und die französische Seite Zeitbedarf für die Mobilisierung und Evakuierung geltend machte und von Mussolini noch ein Vermittlungsversuch lief.
Da Großbritannien am 2. September noch kein Ultimatum gestellt hatte, kam es am Abend zu einer Regierungskrise in London, und Chamberlain versprach den meuternden Kabinettsmitgliedern, ein förmliches, zweistündiges Ultimatum an Deutschland zu richten. Kurz nach 9:00 Uhr am 3. September nahm Hitler von seinem Dolmetscher die Übersetzung des auf 11:00 Uhr ausgesprochenen britischen Ultimatums entgegen, Polen unverzüglich zu räumen. Frankreich nannte in seinem Ultimatum 17:00 Uhr. Als Ribbentropp um 11:20 Uhr eine abschlägige Antwort auf das Ultimatum an die britische Botschaft übermitteln wollte, war die Kriegserklärung des Vereinigten Königreichs schon erfolgt. Hitler erließ die „Weisung Nr. 2 für die Kriegführung“, mit der er den Verteidigungszustand an der Westgrenze befahl. Erst jetzt durfte nach einer NS-Weisung von „Krieg“ apologetisch in der Formulierung  „aufgezwungener Krieg“, gesprochen werden. Eine große Offensive der Westmächte blieb aber trotz der Zusagen gegenüber Polen aus; an der Grenze zwischen Deutschland und Frankreich kam es zum „Sitzkrieg“ und der Seekrieg mit der Blockade Deutschlands begann.

### Kämpfe bis zum 6. September

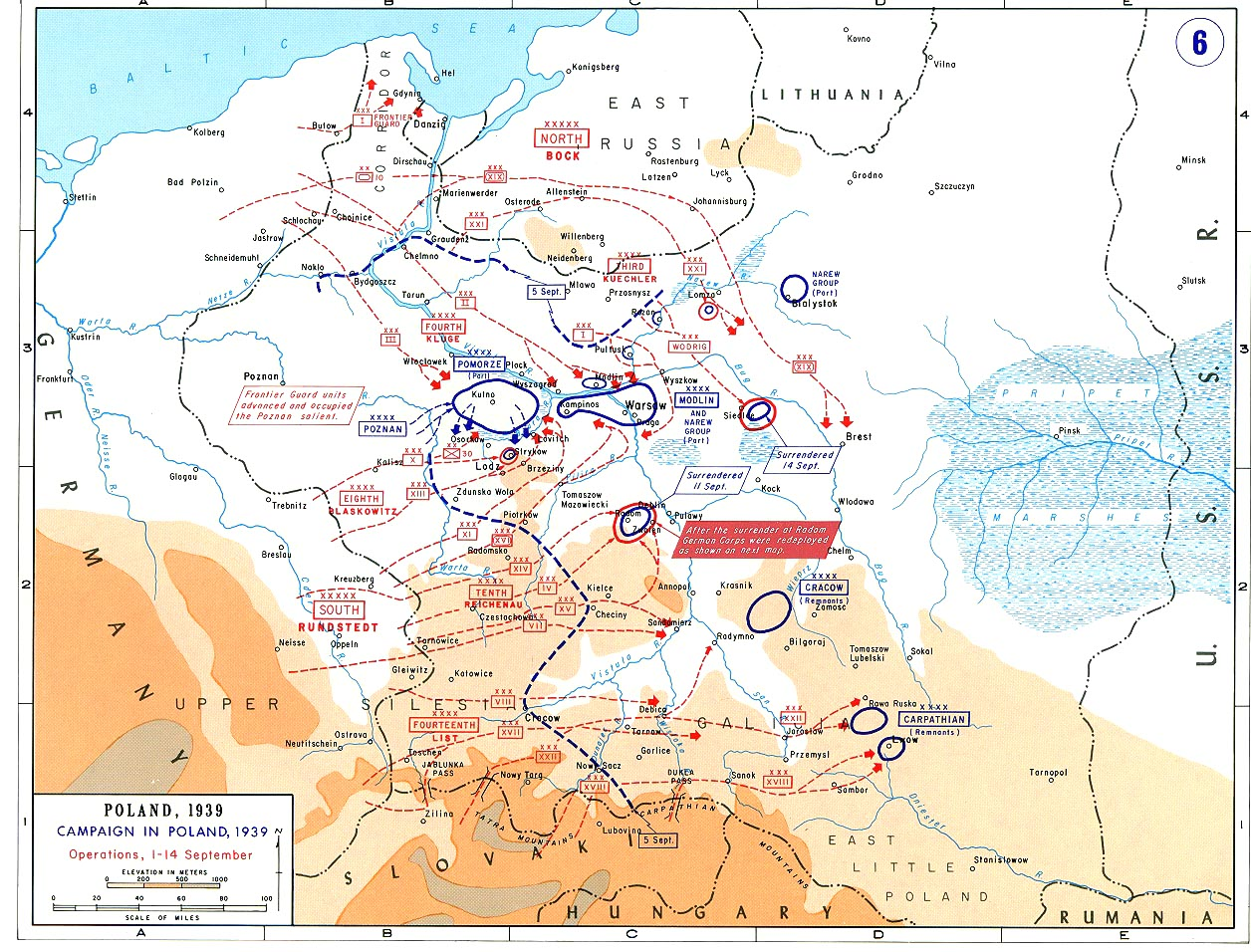
Lageentwicklung bis zum 14. September

Der Angriff der Heeresgruppe Nord kam in den ersten Tagen zumindest im Bereich der 4. Armee unter General der Artillerie Günther von Kluge planmäßig voran. Im Korridor wurden Teile der polnischen Armee Pomerellen während der Schlacht in der Tucheler Heide bei Graudenz eingeschlossen und zerschlagen. Nur zwei ihrer Divisionen entkamen der Niederlage und schlossen sich der Armee Posen an.
Zur Illustration der hoffnungslosen Unterlegenheit der polnischen Armee wird oft angeführt, dass sie ihre Kavallerie überschätzte und berittene polnische Soldaten deutsche Panzer mit Lanzen und Säbeln angegriffen haben sollen. Hinter dieser Legende steht das Gefecht bei Krojanty, in dem am 1. September 1939 ein polnisches Ulanenregiment eine Infanterie-Einheit der Wehrmacht angriff, aber von dazukommenden Panzerspähwagen überrascht und zurückgeschlagen wurde.
Laut dem britischen Historiker Norman Davies wird die verbreitete Vorstellung, die Polen hätten säbelschwingend und zu Pferde die deutschen Panzer angegriffen, „den Tatsachen kaum gerecht“. Vielmehr habe die zähe polnische Verteidigung der Wehrmacht Verluste von über 50.000 Mann beigebracht. So stockte der Angriff der 3. Armee unter General der Artillerie Georg von Küchler vor der Mlawa-Stellung. Die dort kämpfende Armee Modlin zog sich erst zurück, als die deutschen Kräfte ihre rechte Flanke umgangen hatten (Schlacht von Mława). Sie sammelte sich jedoch wieder in der Festung Modlin und am Bug.
Die Armeen der Heeresgruppe Süd drängten unterdessen die polnischen Verbände in Richtung Warschau zurück. Allerdings gelang es ihnen nicht, die polnischen Truppen aufzureiben oder zu umfassen. Erst am 6. September gelang der 10. Armee ein tiefer Einbruch in die polnische Abwehrfront. Am gleichen Tag besetzte die 14. Armee Krakau. Sie konnte die polnische Armee Krakau jedoch nicht wie geplant einkreisen.
Der schnelle Vorstoß der deutschen Verbände überholte die polnische Strategie, so dass das polnische Oberkommando schon nach fünf Tagen den Rückzug hinter die geplante Verteidigungslinie an den Flüssen befahl. Die polnische Regierung setzte sich nach Brest-Litowsk ab. Der Rückzugsbefehl erfolgte für die polnischen Infanterieverbände aber zu spät, um die Flüsse noch vor den Panzern der Wehrmacht zu erreichen. Das deutsche OKH wiederum glaubte, die Masse des polnischen Heeres nicht mehr westlich der Weichsel zerschlagen zu können. Es befahl deshalb der 3. Armee und 14. Armee, ihre Kräfte östlich der Weichsel für eine Umfassungsschlacht zu konzentrieren.
Das mit Polen verbündete Rumänien erklärte sich angesichts des raschen deutschen Vorrückens und ausbleibender Eingriffe der Westmächte am 6. September für neutral, so dass Polen militärisch vollständig isoliert blieb.

### Kämpfe bis zum 18. September

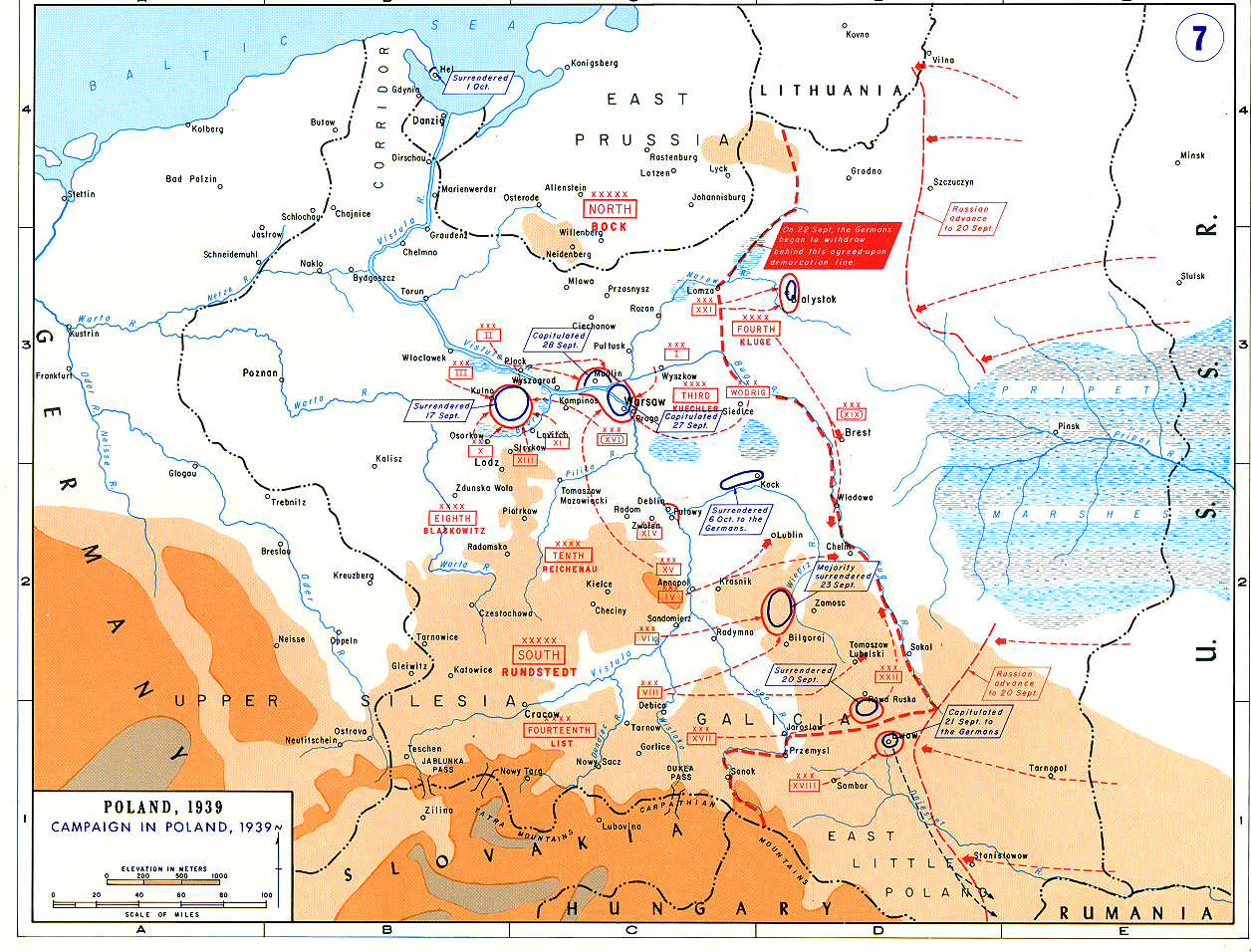
Lageentwicklung nach dem 14. September

Vom Kriegsbeginn an besaß die deutsche Luftwaffe fast völlige Luftüberlegenheit. Die Luftangriffe auf Wieluń, Frampol und Warschau gelten als die ersten Flächenbombardements, die im Zweiten Weltkrieg eingesetzt wurden. Die deutschen Flugzeuge nutzten dabei den sowjetischen Sender Minsk als Orientierung, der wie von Hermann Göring erbeten seine Sendedauer verlängerte. Die Heeresgruppe Süd nutzte ihren Durchbruch, um ein Panzerkorps auf die polnische Hauptstadt Warschau anzusetzen. Dieses erreichte am 8. September Vorstädte von Warschau und stieß dort auf starken Widerstand der polnischen Verteidiger. Um einen verlustreichen Häuserkampf zu vermeiden, stoppten die Panzer ihren Vormarsch. Am 15. September erreichten erste deutsche Einheiten von Nordosten kommend die östlichen Vorstädte Warschaus und vereinigten sich südlich von Warschau mit den westlich der Weichsel stehenden deutschen Truppen. Damit entstand ein riesiger Kessel. Er umfasste das Gebiet der Stadt Warschau, einen wenige Kilometer breiten Korridor bis zur polnischen Festung Modlin sowie ein im Nordwesten Warschaus gelegenes Waldsumpfgebiet (Kampinos-Heide).
Am 9. September gelang es dem rechten Flügel der 10. Armee, starke polnische Kräfte, die sich über die Weichsel zurückzuziehen versuchten, zu überholen und einzukesseln. Daraus entwickelte sich die Schlacht bei Radom. Zeitgleich griff die polnische Armee Posen, die unbemerkt von der deutschen Aufklärung herangerückt war, nördlich von Kutno überraschend den linken Flügel der deutschen 8. Armee an (siehe Schlacht an der Bzura). Dieser einzige polnische Gegenstoß zwang die Heeresgruppe Süd, bei Radom, vor Warschau und an der Bzura gleichzeitig zu kämpfen. Sie wehrte den Flankenangriff unter schweren Verlusten ab.
Die Heeresgruppe Nord stand schon östlich der Weichsel am Narew und musste nun gemäß dem Umfassungsbefehl des OKH große Teile der 4. Armee durch Ostpreußen an ihren linken Flügel verlegen, was einige Tage dauerte. Danach schloss sie am 9. September die Festung Modlin und Warschau von Norden her ein. Das XIX. Armeekorps (Teil der Heeresgruppe Nord) unter dem Kommando des Generals der Panzertruppe Heinz Guderian durchstieß nach Kämpfen bei Wizna die polnische Verteidigungslinie am Fluss Narew, rückte östlich des Bug mit starken Panzerkräften nach Süden vor und begann am 14. September den Angriff auf die Festung Brest, die nach drei Tagen fiel.
Am 12. September 1939 kapitulierten die polnischen Truppen im Kessel bei Radom (60.000 Gefangene). Am 13. September wurde die Kleinstadt Frampol nahe Lublin durch einen Luftangriff der Luftwaffe fast vollständig zerstört. Danach befahl die polnische Armeeführung allen verbliebenen Truppen, sich eigenständig nach Südosten zurückzuziehen. Man hoffte, sich dort in unwegsamem Gelände noch länger halten zu können, bis Nachschub der Westalliierten über Rumänien geliefert würde.
Im Südosten kämpfte bisher nur die deutsche 14. Armee. Diese schwenkte nun aber nach Nordosten, um sich hinter dem Fluss Bug mit der Heeresgruppe Nord zu vereinen. Mit den freigewordenen Verbänden konnte die Heeresgruppe Süd nun auch die Armee Posen einschließen und bis zum 17. September aufreiben (170.000 Gefangene). Das zerschlug die polnische Hoffnung, wenigstens den Südosten Polens verteidigen zu können.
Nach der Einnahme von Brest-Litowsk vereinigten sich am 18. September südlich der Stadt die daran beteiligten Wehrmacht-Truppen mit denen der 14. Armee. Damit umfassten sie die Masse der polnischen Truppen.
Präsident Ignacy Mościcki hatte sich in der südöstlich gelegenen polnischen Grenzstadt Kuty befunden. Er überquerte dort am 18. September 1939 zusammen mit vielen Soldaten und Zivilisten den Grenzfluss Tscheremosch nach Rumänien. Auch die übrige polnische Staatsführung floh dorthin. Rumänien internierte die Flüchtlinge zunächst.
Die NS-Propaganda nannte Deutschlands Überfall auf Polen Feldzug der 18 Tage.

### Sowjetischer Angriff, Besetzung Polens ohne Kapitulation

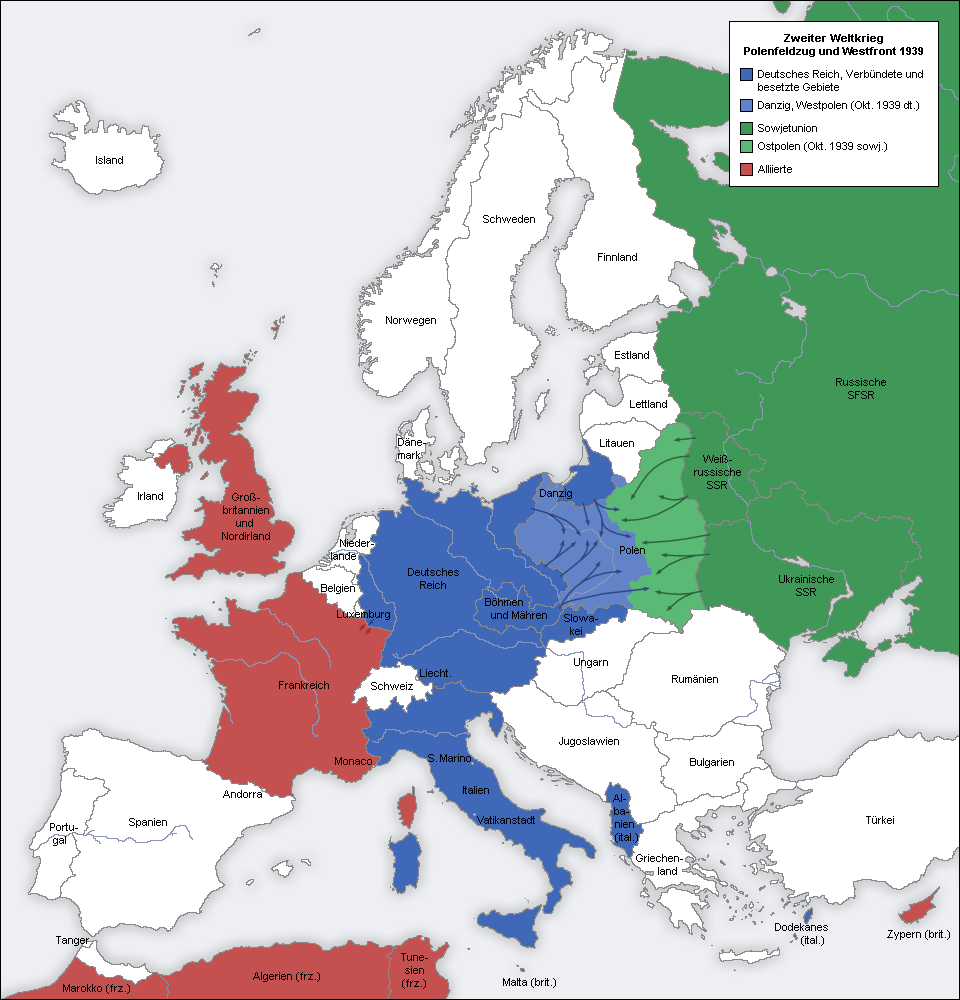
Europa im September und Oktober 1939

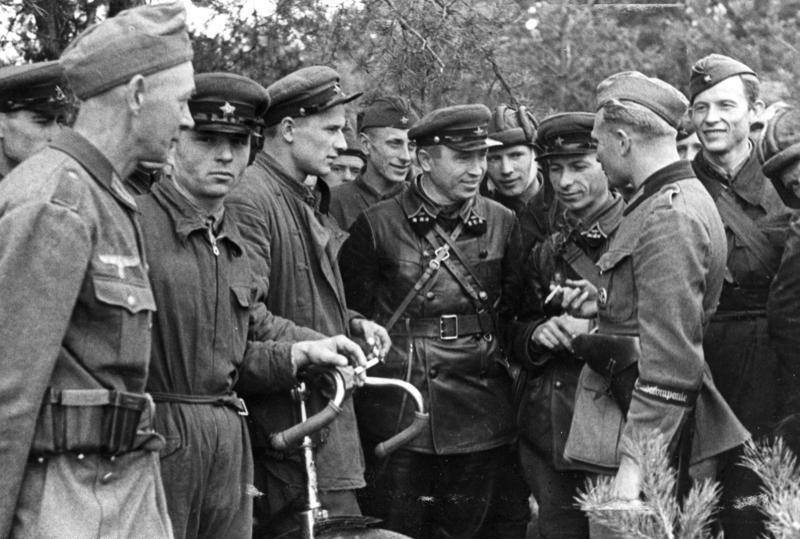
Treffen deutscher und sowjetischer Soldaten in Polen, 20. September 1939

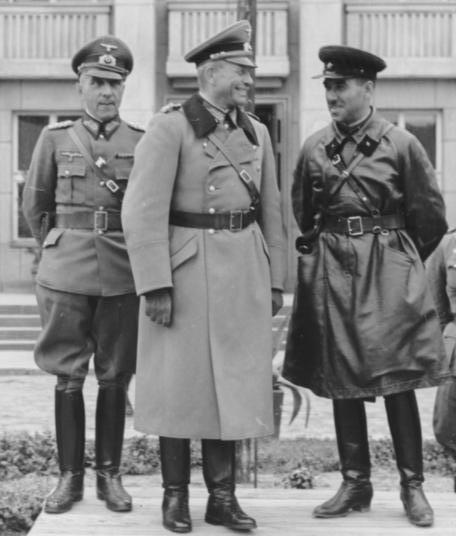
Mauritz von Wiktorin, Heinz Guderian und Semjon Kriwoschein am 22. September 1939 in Brest Litowsk

Seit Frankreichs und Großbritanniens Kriegserklärung drängten die Deutschen ihre sowjetischen Vertragspartner, wie insgeheim vereinbart ihrerseits in Polen einzumarschieren. Die Regierung in Moskau wollte jedoch erst nach einem weitgehenden Zusammenbruch des polnischen Staates eingreifen, da sie befürchtete, in einen Krieg mit den beiden Westmächten hineingezogen zu werden, die ja die Unabhängigkeit Polens garantierten. Sie hatte auch mit einer längeren Dauer der Kämpfe gerechnet. Am 10. September berichtete der deutsche Botschafter Friedrich-Werner Graf von der Schulenburg an das Auswärtige Amt, Molotow habe ihm gegenüber erklärt, die Sowjetregierung sei „durch unerwartet schnelle deutsche militärische Erfolge völlig überrumpelt worden“. Die Rote Armee benötige noch zwei bis drei Wochen Vorbereitung, bevor sie einmarschieren könne.
Als die Wehrmacht am 1. September 1939 Polen überfiel, stand die Rote Armee bereits Gewehr bei Fuß, um den sowjetischen Anteil an der Beute aus dem Hitler-Stalin-Pakt zu sichern. Während sich die polnische Regierung bei ihrer Flucht im östlichen Galizien befand, vollzog sich ein qualitativer Wandel in der sowjetischen Außenpolitik. Am frühen Morgen des 17. September erklärte Außenminister Molotow in seiner offiziellen Rundfunkerklärung, die Rote Armee würde die Grenze überschreiten, um „Leben und Eigentum der Bevölkerung der Westukraine und Westbelorußlands unter ihren Schutz zu nehmen“. Der „polnische Staat und die polnische Regierung“ hätten „faktisch aufgehört zu existieren“. Deshalb seien „die Verträge, die zwischen der Sowjetunion und Polen geschlossen wurden, außer Kraft“. Der Historiker Sergei Slutsch weist darauf hin, dass der polnische Staat im Sinne des Völkerrechts am 17. September 1939 keineswegs aufgehört hatte, zu existieren, auch wenn er vorübergehend nicht die Zentralgewalt besessen haben sollte. Daher habe der Einfall der Sowjetunion auf das Gebiet eines souveränen Staates ohne Zweifel einen kriegerischen und aggressiven Akt dargestellt.
Mithin unter Bruch des polnisch-sowjetischen Nichtangriffspakts vom Juli 1932 griff die Rote Armee am 17. September in Ostpolen an, das bis auf das Grenzschutzkorps militärisch entblößt war. Das deutsche Oberkommando des Heeres begrüßte den sowjetischen Einmarsch als militärische Entlastung. Die polnische Regierung war auf diesen Angriff nicht vorbereitet gewesen und hatte dem Grenzschutzkorps für diesen Fall keine Instruktionen gegeben. In Tarnopol (Ternopil), Stanisławów (Stanislau), Łuck (Luzk) und Równe (Riwne) wurde die Rote Armee deshalb von den kommunalen Behörden in völliger Verkennung der Lage freundlich begrüßt. In anderen Gebieten kam es zum Teil zu schweren Kämpfen zwischen den angreifenden sowjetischen Einheiten und polnischen Verbänden. Den schon von den Sowjets besetzten Ort Szack in Ostpolen konnten polnische Grenzschutzeinheiten in einem Gegenangriff kurzzeitig zurückerobern (Schlacht bei Szack).
Die Kämpfe zwischen Wehrmacht und polnischer Armee konzentrierten sich nun auf das Gebiet zwischen Weichsel und Bug, wo die Reste des polnischen Heeres eingeschlossen waren. Südöstlich operierende polnische Truppen, die sich nach Rumänien zurückziehen wollten, wurden in den Schlachten um Lemberg (12. bis 22. September) und Rawa-Ruska (am 14. September von der Wehrmacht besetzt) aufgerieben. Mit der Niederlage des größten Teils der übrigen polnischen Streitkräfte in der Schlacht bei Lublin am 23. September endete der organisierte Widerstand der polnischen Armee.
Nachdem der Raum Warschau/Modlin seit dem 15. September weitgehend eingeschlossen war, stießen am 22. September deutsche Truppen nördlich von Warschau von Osten her an die Weichsel vor. Damit war der große Warschauer Kessel in zwei Teile gespalten, einen Warschauer und einen Modliner Kessel. Aus dem Kessel von Kutno entkommene polnische Armeereste versuchten sich noch bis zum 20. September in Richtung des Warschauer Kessels durchzuschlagen (Schlacht in der Kampinos-Heide). Bereits am 22. September 1939 nahmen General H. Guderian und Brigadekommandeur S. Kriwoschein die erste gemeinsame deutsch-sowjetische Siegesparade in Polen ab und tauschten feierlich Hakenkreuz- gegen Rote Fahne. Der polnische Oberkommandierende Marschall E. Rydz-Śmigły folgte am 27. September seiner Regierung ins rumänische Exil.
Die Schlacht um Warschau endete am 28. September 1939, nach heftigem zweitägigem Dauerbombardement der Artillerie und Luftwaffe, mit der Teilkapitulation der rund 120.000 im Kessel eingeschlossenen polnischen Soldaten. Dabei wurden nach polnischen Angaben bis zu 26.000 Zivilisten getötet. Die Kämpfe um den Kessel von Modlin endeten einen Tag später.

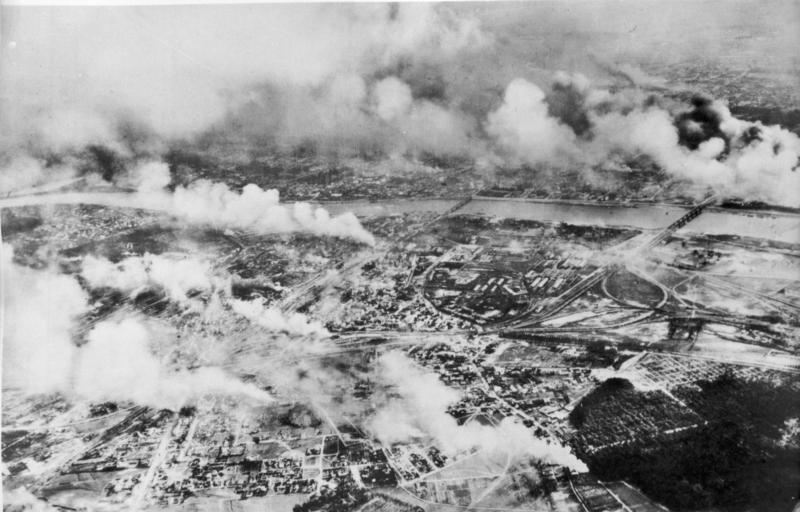
Luftaufnahme der brennenden polnischen Hauptstadt, September 1939

Am 28. September schlossen Ribbentrop und Molotow in Moskau den ergänzenden Deutsch-Sowjetischen Grenz- und Freundschaftsvertrag, in dessen geheimen Zusatzprotokollen die Demarkationslinie entlang des Bugs neu festgelegt wurde. Das Deutsche Reich verzichtete dafür auf den Einfluss auf Litauen. Der Verlauf der Demarkationslinie entsprach ungefähr der Curzon-Linie, die die Westmächte schon unmittelbar nach dem Ersten Weltkrieg als polnisch-sowjetische Grenze vorgeschlagen hatten, die aber infolge des erfolgreichen polnischen Widerstands im Polnisch-Sowjetischen Krieg nicht umgesetzt worden war. Außerdem wurde der Austausch von Bevölkerungsgruppen der eroberten Gebiete nach ethnischen Kriterien vereinbart.
Am 2. Oktober kapitulierte die Besatzung der polnischen Festung auf der Halbinsel Hel. Polens letzte Feldtruppen taten es ihr gleich ob der aussichtslosen Gesamtlage am 6. Oktober nach der – zwar an sich taktisch siegreich geführten – Schlacht bei Kock. Dies gilt als Ende des deutschen Polenfeldzuges. Nur Bruchteile der polnischen Armee entgingen der deutschen oder sowjetischen Gefangenschaft durch einen Übertritt nach Rumänien, Ungarn und Litauen. Zu einer Gesamtkapitulation der polnischen Streitkräfte oder zum Ersuchen eines Waffenstillstandes durch die polnische Regierung war es nicht gekommen.

### Seekrieg

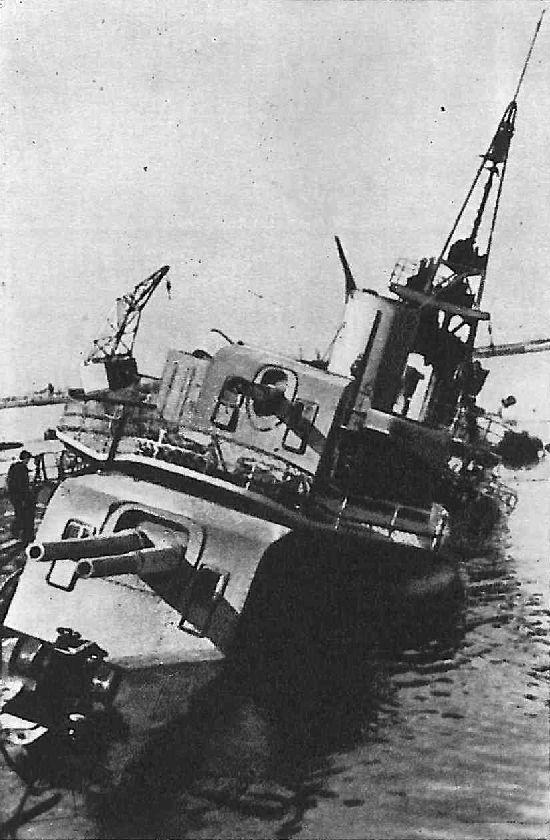
Versenktes Wrack der Gryf

Im Gegensatz zu den Landstreitkräften war die polnische Marine der deutschen Kriegsmarine auch zahlenmäßig stark unterlegen (→ Kräfteverhältnis der Seestreitkräfte zu Beginn des Krieges). Das polnische Marineoberkommando unter Konteradmiral Józef Unrug erkannte diese Tatsache an und evakuierte im Rahmen der Operation Peking schon Ende August drei Zerstörer nach Großbritannien.
Zu ersten Kampfhandlungen kam es am 1. September, als deutsche Stukas die verbliebenen beiden großen polnischen Einheiten Gryf und Wicher in der Danziger Bucht angriffen. Das erste Seegefecht fand am 3. September vor Hel statt. Die Kriegsmarine musste dabei die beiden eingesetzten Zerstörer Z 1 Leberecht Maass und Z 9 Wolfgang Zenker zurückziehen, nachdem Z 1 durch einen Artillerietreffer einer Küstenbatterie beschädigt worden war. Am selben Tag wurden die Reste der polnischen Überwasserstreitkräfte im Hafen von Hel mehrfach bombardiert und vernichtet.
Alle fünf polnischen U-Boote sollten ursprünglich die polnische Ostseeküste verteidigen („Plan Worek“) und konnten später entkommen. Sie erzielten aber keine Kampferfolge gegen feindliche Schiffe – abgesehen vom deutschen Minensuchboot M 85, das auf eine vom U-Boot Żbik verlegte Seemine lief. Die U-Boote Wilk und Orzeł konnten sich nach Großbritannien absetzen; die übrigen drei U-Boote ließen sich in Schweden internieren. Die Marinebasis auf der Halbinsel Hel verteidigte sich als eine der letzten polnischen Stellungen, bis sie am 2. Oktober kapitulierte.

### Luftkrieg

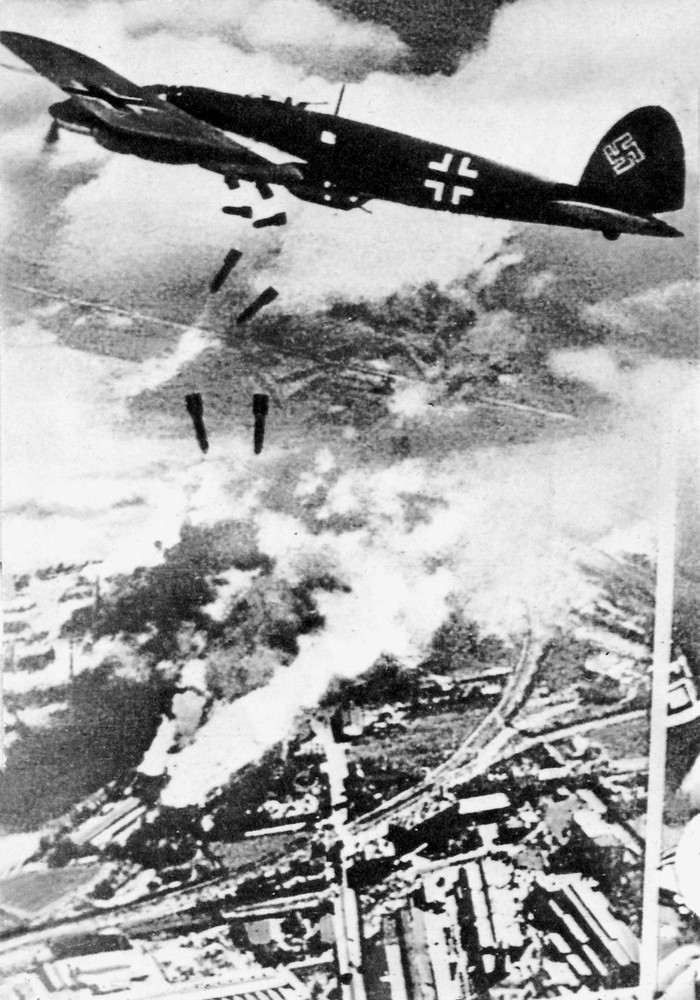
Deutsche Flugzeuge vom Typ Heinkel He 111 bombardieren Warschau.

Die deutsche Luftwaffe zerschlug in den ersten zwei Tagen des Feldzugs die Bodenorganisation der polnischen Luftstreitkräfte. Sie vermochte aber nicht, wie geplant die polnische Luftwaffe am Boden zu zerstören, da ein Großteil von deren Flugzeugen auf getarnte Ausweichflugplätze verlegt worden waren. Dennoch errang sie in den ersten Tagen des Feldzugs aufgrund überlegener Ausstattung und numerischer Überzahl die Luftherrschaft. Sie riegelte die Gefechtsräume durch Angriffe auf Verkehrswege und Nachschubziele weiträumig ab. Schlachtflieger und Sturzkampfflieger bekämpften an neuralgischen Punkten die polnischen Bodentruppen und verhalfen so dem Heer zum Durchbruch. Den polnischen Jagdfliegern gelang es unter Verlust von 116 eigenen Maschinen, 129 deutsche Flugzeuge abzuschießen. Am 17. und 18. September 1939 wurden 50 verbliebene Jagdflugzeuge nach Rumänien evakuiert.
Ständige deutsche Luftangriffe (insgesamt fast 5000 Luft-Boden-Einsätze in den ersten fünf Tagen) verursachten bei den polnischen Truppen ein Gefühl der Unterlegenheit und Chancenlosigkeit. Sie behinderten die Heranführung von Nachschub beziehungsweise das Zusammenziehen von Verbänden erheblich (diese waren deshalb nur bei Nacht möglich); auch störten sie viele polnische Nachschublinien. Nach Abschluss der Kämpfe ergaben Analysen, dass die tatsächlichen physischen Erfolge der Luftwaffe im Polenfeldzug quantitativ weit weniger bedeutend waren als zunächst angenommen. Die polnischen Bomberverbände flogen vor allem in den ersten Tagen des Angriffs Luftangriffe auf die deutschen Truppenverbände, erlitten jedoch hohe Verluste und vermochten kaum mehr als Nadelstiche zu setzen. Für das polnische Oberkommando war vor allem die Luftaufklärung von Nutzen. Mit der sowjetischen Invasion waren diese Einheiten, die vor den vorrückenden deutschen Truppen immer weiter nach Osten verlegt worden waren, ohne Schutz und Smigly-Rydz befahl ihre Evakuierung nach Ungarn und Rumänien.

## Begleiterscheinungen und Folgen

### Hitlers Frontbesuche als „Erster Soldat des Reiches“
Hitler hatte am 3. September 1939 Berlin verlassen und unternahm im Polen-Feldzug eine Reihe sogenannter Frontbesuche, wobei er durch eine militärische Kolonne stark gesichert wurde. Er stellte sich dabei als besonders soldatennah dar, besuchte Feldküchen und aß mit einfachen Soldaten. Diese zwanglosen Begegnungen waren Teil der neuen Propagandarolle als „Erster Soldat“, bei der Hitler als „Kamerad unter Kameraden“ gelten wollte und angeblich das Schicksal und auch die Gefahren durchschnittlicher Soldaten nach dem Beispiel Friedrichs des Großen im Siebenjährigen Krieg teilte. Entsprechend hatte er sich auch in der vorangegangenen Reichstagsrede vom 1. September 1939 selbst als „Erster Soldat“ bezeichnet, eine feldgraue Uniform angelegt und Nachfolgeregelungen für den Fall seines Todes getroffen. Da Hitler sich zeitgleich auch als Feldherr inszenierte, wenngleich bei weitem noch nicht so intensiv wie ab dem Frankreich-Feldzug, griff die Propaganda bei Hitlers Frontreisen auch Begegnungen mit führenden Generalen auf, zeigte ihn, wie er den Vorbeimarsch von Soldaten an gerade eroberten wichtigen Brücken abnahm und versuchte einen Zusammenhang zwischen dessen Frontfahrten zu angeblichen Brennpunkten der Kampfhandlungen und den militärischen Erfolgen zu konstruieren. Tatsächlich war Hitlers Rolle als Oberbefehlshaber der Wehrmacht im Polen-Feldzug jedoch noch eher nomineller Art und seine Eingriffe in die militärische Führung marginal. Weit übertrieben ist daher die Darstellung in Otto Dietrichs Buch Auf den Straßen des Sieges (1939), das als direktes Auftragswerk Hitlers in glorifizierender Weise das Führerhauptquartier in Hitlers Sonderzug sowie seine Frontfahrten darstellt.

### Kriegstote, Gefangene, Verluste

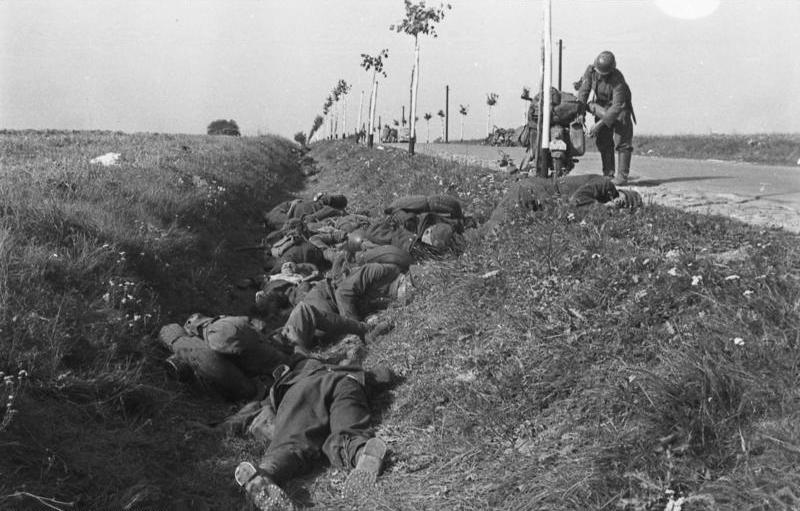
Leichen polnischer Soldaten in einem Straßengraben (September 1939)

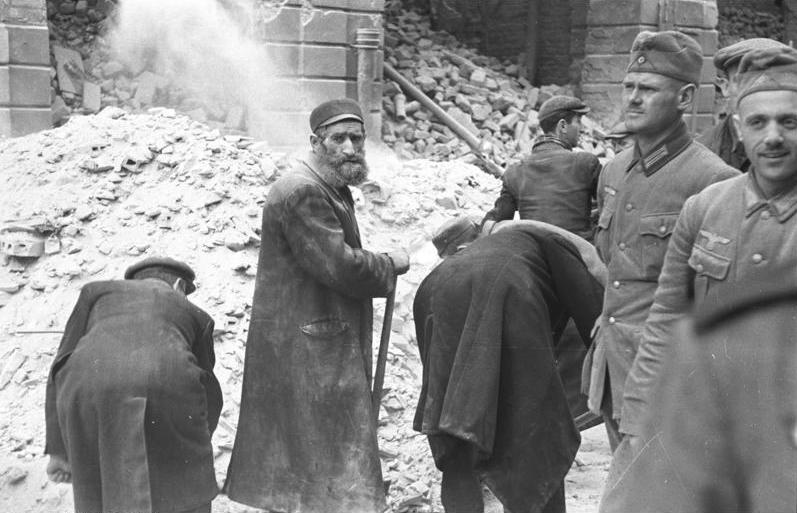
Polnische Einwohner, vermutlich Juden, bei Aufräumarbeiten im zerbombten Warschau (September/Oktober 1939)

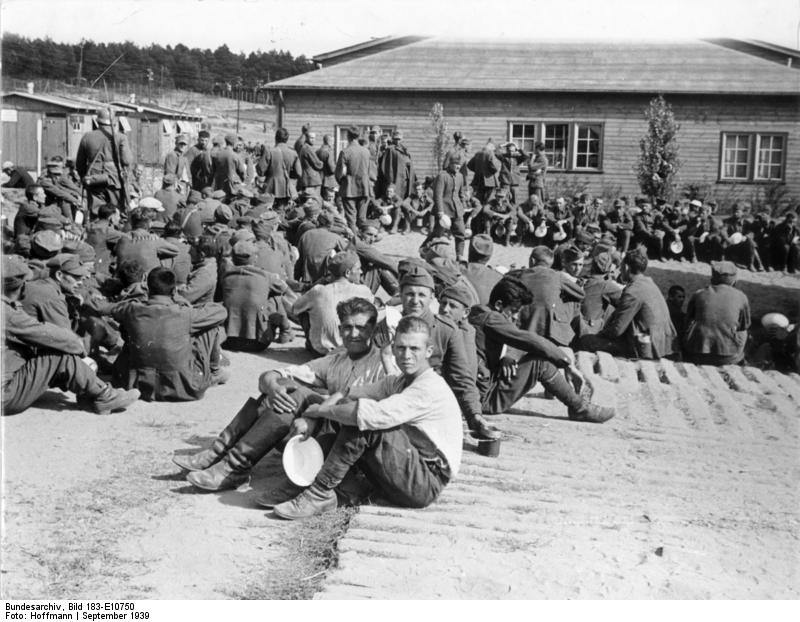
Polnische Kriegsgefangene in einem Durchgangslager (September 1939)

Wie viele polnische Zivilisten der deutsche Angriffskrieg das Leben kostete, ist unbekannt. Geschätzt werden 66.000 bis 100.000 gefallene und etwa 133.000 verwundete polnische Soldaten. Mehr als 400.000 polnische Soldaten, darunter etwa 16.000 Offiziere, gerieten in deutsche Gefangenschaft. Dazu kamen noch etwa 200.000 als „verdächtige Elemente“ gefangengenommene Zivilisten. Etwa 61.000 Juden wurden umgehend von den übrigen polnischen Kriegsgefangenen getrennt und schlechter behandelt. Etwa 100.000 polnischen Soldaten gelang die Flucht ins Ausland.
Auch für die deutschen Verluste gibt es keine endgültigen Angaben. Hitler sprach am 6. Oktober 1939 von 10.572 Toten, 3.409 Vermissten und 30.322 Verwundeten bis zum 30. September. Von diesen entfielen 734 Soldaten auf die Luftwaffe. Diese Angaben basierten in erster Linie auf den Daten der Sanitätsinspektion, die während des Feldzuges 10.244 gefallene Soldaten und 593 gefallene Offiziere registriert hatte. Sie wurden wie auch die Eintragungen in den Kriegstagebüchern in unmittelbarem Zusammenhang mit dem Kampfgeschehen erarbeitet. Die Kriegstagebücher gaben 14.188 Soldaten und 759 Offiziere als Kriegstote der Wehrmacht an. Nach jahrelangen Nachforschungen kamen die Wehrersatzdienststelle bzw. die Abteilung Wehrmachtverlustwesen 1944 zu dem Schluss, dass 15.450 deutsche Soldaten des Heeres inklusive 819 Offizieren durch Feindeinwirkung getötet wurden.
Nach Angaben von Norman Davies (2006) soll die polnische Abwehr der Wehrmacht Verluste von über 50.000 Mann zugefügt haben.
Die materiellen Verluste der Wehrmacht waren beträchtlich. So meldeten die meisten Divisionen den Ausfall von bis zu 50 Prozent ihres Fahrzeugbestandes, mehrheitlich aufgrund von Verschleiß im unwegsamen polnischen Gelände. Die motorisierten Divisionen waren zum Teil erst im Frühjahr 1940 wieder voll einsatzbereit. Während alle polnischen Militärflugzeuge verloren gingen, wobei rund 140 ins Ausland entkommen konnten, betrugen die deutschen Verluste 564 Flugzeuge und somit etwa ein Viertel des Gesamtbestandes; davon waren etwa die Hälfte Totalschäden.

### Massenmorde

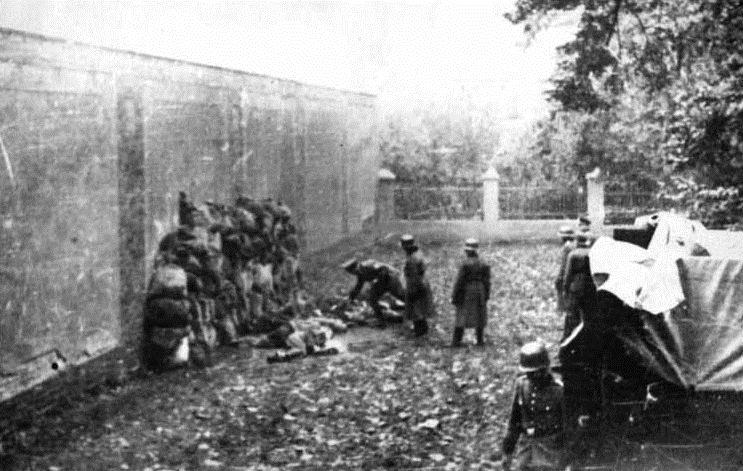
Erschießungen von Polen durch ein deutsches Einsatzkommando (21. Oktober 1939)

Noch während des Polenfeldzugs begann das NS-Regime mit gezielten Massenerschießungen polnischer Zivilisten. Fünf der sechs dazu von Heinrich Himmler aufgestellten Einsatzgruppen der Sicherheitspolizei und des SD begleiteten die fünf Armeen der Wehrmacht, die sechste Gruppe war in Posen tätig. Ihr Auftrag war die „Bekämpfung aller reichs- und deutschfeindlichen Elemente rückwärts der fechtenden Truppe“ und die weitgehende „Vernichtung der polnischen Intelligenz“. Nach heimlich vorbereiteten Fahndungslisten (Sonderfahndungsbuch Polen) ermordeten sie bis Ende 1939 etwa 60.000 polnische Staatsbürger: darunter Lehrer, Ärzte, Juristen, Professoren, katholische Priester und Bischöfe sowie Vertreter von Parteien und Gewerkschaften der polnischen Arbeiterbewegung.
Diesen Massakern fielen auch etwa 7000 polnische Juden zum Opfer. Sie wurden nicht nur als Angehörige polnischer Eliten, sondern auch wahllos ermordet, um die Überlebenden in den sowjetischen Machtbereich zu vertreiben. Weniger bekannt sind Morde an Patienten psychiatrischer Einrichtungen, erstmals in Kocborowo am 22. September. Sie gelten als Vorlauf der in Deutschland im Januar 1940 begonnenen Euthanasie-Morde. Zudem verübte der „Volksdeutsche Selbstschutz“, eine später zur SS gehörende, überwiegend aus in Polen lebenden Deutschen bestehende Miliz, Massenmorde an Polen als „Abrechnung“ für polnische Vorkriegsangriffe auf Volksdeutsche. Daran waren Angehörige der Wehrmacht, der Danziger Heimwehr, des SD und der SS beteiligt.
Das Zusammenwirken der Tätergruppen war zu diesem Zeitpunkt meist noch nicht zentral gelenkt und aufeinander abgestimmt, aber ideologisch gewollt und im nationalsozialistischen Weltbild angelegt. Noch vor Kriegsbeginn hatte Hitler seinen Heerführern signalisiert, dass er die „physische Vernichtung“ der polnischen Bevölkerung anstrebte und Zehntausende Vertreter der geistigen, gesellschaftlichen und politischen Elite Polens ermorden lassen wollte. Die deutschen Soldaten wurden indoktriniert, die polnische Zivilbevölkerung als „Untermenschen“ anzusehen und Juden als östliche Barbaren. Hitler wollte die eroberten polnischen Gebiete so schnell wie möglich „germanisieren“ und dabei „rassisch wertvolle“ Polen assimilieren. Die slawischen Polen sollten hingegen im Generalgouvernement zusammengefasst und mit strenger rassischer Abgrenzung ungebildete Zwangsarbeiter für die Deutschen werden.

### Kriegsverbrechen

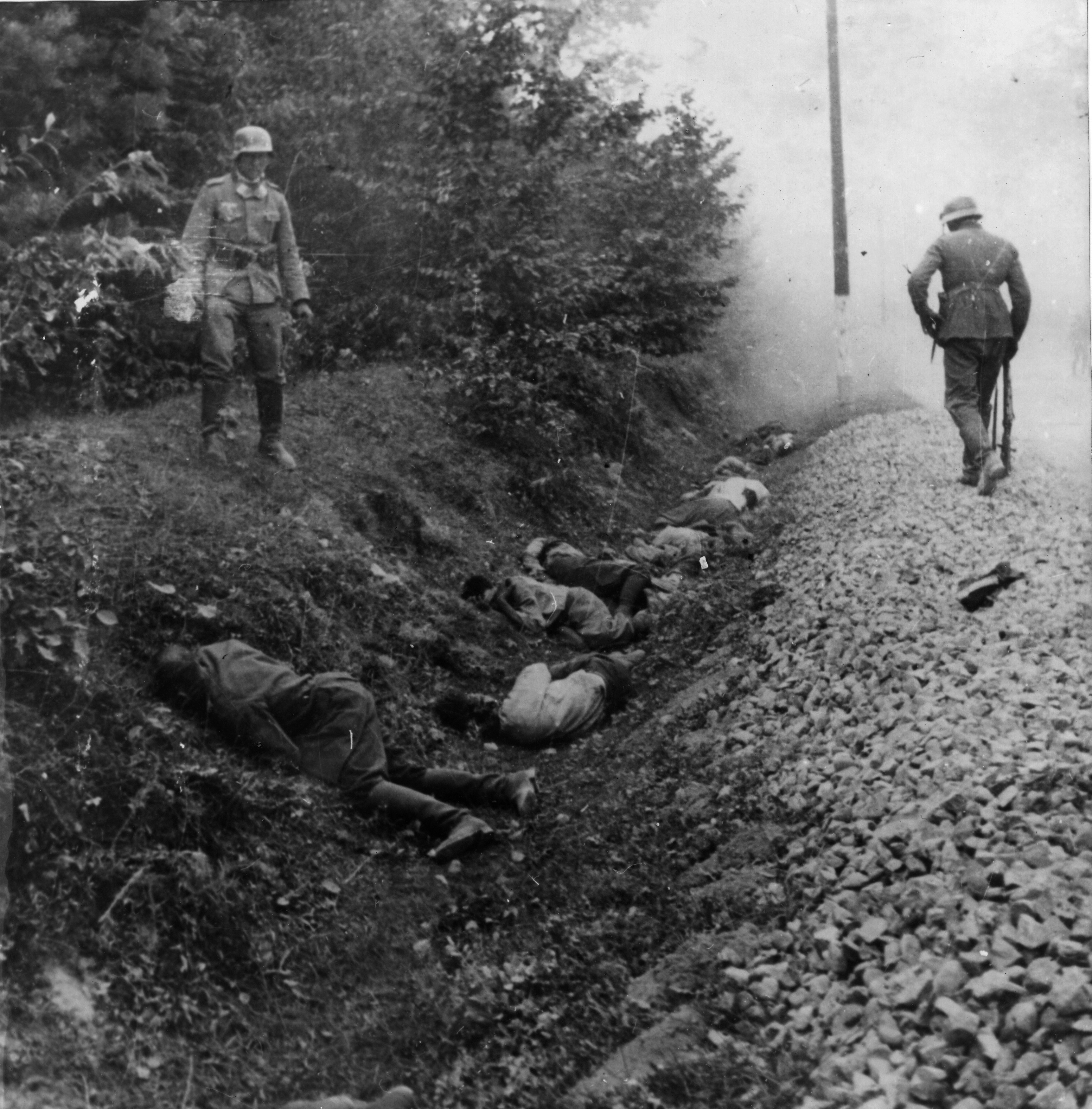
Erschossene Kriegsgefangene in Ciepielów (9. September 1939)

Bis zum Ende der Militärverwaltung am 25. Oktober 1939 wurden nach polnischen, meist auf Augenzeugenberichten beruhenden Ermittlungen, in Polen bei 714 Aktionen 16.376 Menschen erschossen. Soldaten der Wehrmacht begingen etwa 60 Prozent der Übergriffe gegen die Bevölkerung. Abseits der Kampfhandlungen wurden mehr als 3000 polnische Soldaten von deutschen Soldaten ermordet, denen man das Recht, sich gegen die deutschen Invasoren zu wehren, und den Kombattantenstatus absprach, so etwa beim Massaker von Ciepielów. Nach vielen Berichten wurden vor allem jüdische Soldaten direkt nach ihrer Gefangennahme ausgesondert und an Ort und Stelle ermordet oder in den Kriegsgefangenenlagern gemäß einem Befehl des OKW vom 16. Februar 1939 systematisch ausgesondert und schlechter behandelt. In Wolhynien misshandelte die Wehrmacht im September 1939 Juden und steckte Synagogen in Brand. Dies waren Kriegsverbrechen nach dem damals gültigen Kriegsvölkerrecht, das Deutschland 1934 mit der Unterzeichnung der Genfer Kriegsgefangenenkonvention vom 27. Juli 1929 anerkannt hatte.
Obwohl am 5. September 1939 im Reich eine scharfe Strafverordnung gegen „vorsätzliche Ausnutzung der durch den Kriegsverlauf verursachten außergewöhnlichen Verhältnisse“ erlassen worden war, begingen Angehörige der Wehrmacht massenhaft Plünderungen und auch einige Vergewaltigungen. Für Jochen Böhler war dies „zugleich Ausdruck einer tiefen Verachtung für die slawische Bevölkerung und Gleichgültigkeit gegenüber dem Leiden, das man verursachte.“
Außerdem wird angenommen, dass im September 1939 insgesamt zwischen 4000 und 5000 polnische Staatsbürger der deutschen Minderheit umkamen bzw. getötet wurden. Die NS-Propaganda verzehnfachte die ursprünglich angegebene deutsche Gesamtopferzahl an Zivilisten für den Herbst 1939 auf 58.000. Zu den Opfern rechnen auch die beim „Bromberger Blutsonntag“ am 3./4. September Ermordeten: Realistische Schätzungen gehen von 300 bis zu 500 deutschen Opfern aus. Als Vergeltung dafür ermordete die Einsatzgruppe IV zwischen dem 7. und 12. September in Bromberg nach Augenzeugenberichten 1306 Polen – Geistliche, Juden, Frauen und Jugendliche. Weitere Morde und Besatzungsverbrechen an zehntausenden Polen in Brombergs Umgebung wurden ebenfalls mit der polnischen Tat gerechtfertigt.
Einige deutsche Heeresgeneräle protestierten gegen die „Verwilderung“, und Kriegsgerichte leiteten einige Untersuchungsverfahren wegen Morden an Juden und Polen ein. Doch Hitler erklärte im September, er könne nicht mit „Heilsarmee-Methoden“ Krieg führen. Am 4. Oktober 1939 ließ er zusammen mit Keitel und Roland Freisler die Verfahren durch den Gnadenerlass nach dem Polenfeldzug einstellen und amnestierte die Täter.
Viele Kriegstagebücher deutscher Soldaten berichten über Aktivitäten von „Banden“ und „Freischärlern“, die deutsche Trossabteilungen überfallen hätten. Dies waren jedoch oft versprengte reguläre Einheiten der polnischen Armee, die schnell vorrückende Wehrmachteinheiten von ihren Verbänden abgeschnitten hatten. Viele Morde an polnischen Zivilisten wurden als Teil von Partisanenbekämpfung ausgegeben.
Weitere Kriegsverbrechen im Sinne des damaligen Völkerrechts waren die Bombardements unverteidigter polnischer Städte. Laut britischen Zeitungsberichten und Angaben des polnischen Informationsbüros in London soll die deutsche Luftwaffe am 3. September 1939 mit Giftgas gefüllte Bomben auf die Warschauer Vorstadt abgeworfen haben. Opfer wurden nicht genannt.

### Deutsche Besatzungsherrschaft

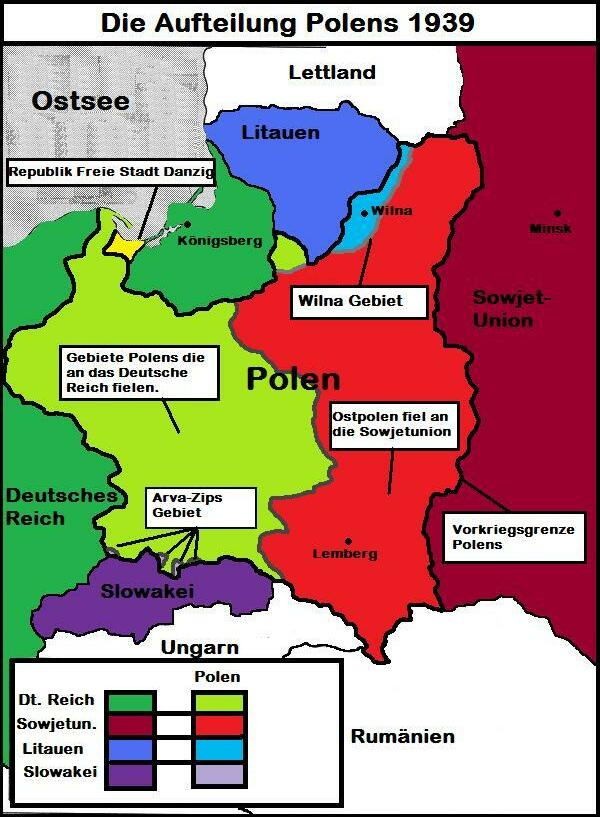
Aufteilung Polens 1939 durch die Aggressoren Deutschland und die UdSSR

Am 4. Oktober 1939 legten Deutschland und die Sowjetunion in einem Zusatzprotokoll zum deutsch-sowjetischen Grenz- und Freundschaftsvertrag die genaue Grenzlinie fest, mit der sie das polnische Gebiet unter sich aufteilten. Die bis zu dieser Linie eroberten Gebiete Ost- und Südpolens wurden zum Generalgouvernement für die besetzten polnischen Gebiete, die im Friedensvertrag von Versailles 1919 aberkannten ehemaligen deutschen Ostgebiete und große Teile Mittelpolens wurden im Sinne der von Hitler angestrebten „Arrondierung“ annektiert. Damit war die sowjetische Seite einverstanden.
Mit der Abschaffung aller bestehenden polnischen Verwaltungsbehörden, Bezirksregierungen, politischen Organisationen und Errichtung neuer Verwaltungsbezirke, für die Hitler dem OKH unterstellte Verwaltungschefs ernannte, löste das Besatzungsregime den Nationalstaat Polen komplett auf. Dabei überließ es die Exekutive im Generalgouvernement formal der Heeresführung, deren Truppen sie sicherten. Faktisch aber war der Chef des Generalstabs fast nur mit der Operationsführung beschäftigt, während die Verwaltung von Berlin aus, großenteils mit einfachen Verordnungen, gelenkt wurde.
Die deutsche Besatzungspolitik zielte auf möglichst rasche „Germanisierung“. Etwa 200.000 Juden flohen vor den Deutschen in das sowjetisch besetzte Ostpolen, was deren Zahl dort von 1,2 auf 1,4 Millionen erhöhte. Bis Ende 1939 wurden etwa 90.000 Juden und Polen aus den annektierten Gebieten in das Generalgouvernement vertrieben, bis 1945 insgesamt 900.000. Die übrigen Juden wurden im Holocaust ermordet. An ihrer Stelle wurden insgesamt etwa 400.000 Reichsdeutsche aus dem „Altreich“ und 600.000 Volksdeutsche aus ganz Osteuropa im besetzten Polen angesiedelt. Diese Gewaltmaßnahmen waren wiederum vielerorts von willkürlichen Massenerschießungen begleitet.

### Exilregierung und polnischer Widerstand
Insgesamt flohen rund 140.000 polnische Militärangehörige nach Rumänien, Ungarn oder Litauen, wo sie jedoch auf deutschen Druck hin vielfach interniert wurden. In Rumänien wurde die polnische Regierung nach ihrer Flucht am 17. September 1939 interniert. Daraufhin trat Staatspräsident Ignacy Mościcki zurück. Sein Amt übernahm der im französischen Exil lebende Władysław Raczkiewicz, der im Oktober eine polnische Exilregierung konstituierte. Der erste Sitz der Regierung war Paris, später Angers. Er ließ im folgenden Jahr eine Exilarmee aufstellen und in Paris einen Nationalrat anstelle des aufgelösten Sejm bilden. Vielen in Drittstaaten geflohenen Polen gelang es in der Folgezeit, weiter nach Frankreich zu fliehen und die neuen polnischen Streitkräfte zu verstärken. Diese Truppen nahmen im Verband mit alliierten Truppen an vielen wichtigen Operationen des Zweiten Weltkriegs teil.
Trotz der gegenteiligen Bitten von Roosevelt und Churchill erklärte Stalin am 25. April 1943 den Abbruch der Beziehungen zu den Exilpolen. Als provisorische Regierung Polens unterstützte die Sowjetunion etwa ab Januar 1945 offen das in ihrem Machtbereich gegründete Lubliner Komitee.
Infolge der brutalen deutschen Unterdrückungspolitik formte sich auch in Polen selbst ein breiter Widerstand gegen die deutsche Besatzungsmacht. Ein regelrechter „Untergrundstaat“ wurde geschaffen, der mit geheim hergestellter Presse und einem konspirativen System für höhere Bildung der rassistischen Besatzungspolitik der Deutschen entgegentrat. Die militärischen Bemühungen des polnischen Widerstandes gipfelten 1944 unter der Ägide der Exilregierung im Versuch, die Hauptstadt Warschau noch vor den heranrückenden sowjetischen Truppen durch eigene Kräfte zu befreien. Dieser letztlich erfolglose Warschauer Aufstand seit dem 1. August endete mit einem am 1. Oktober 1944 vereinbarten Waffenstillstand. Es folgte die Deportation der noch lebenden Zivilbevölkerung der Stadt, viele in Konzentrationslager, und die systematische Zerstörung Warschaus durch die Deutsche Wehrmacht.

#### Polnische Streitkräfte an der Seite der Roten Armee
Ein Teil der Kriegsgefangenen von 1939, die die sowjetischen Gulags überlebten, bildete 1941 während der zeitweiligen Zusammenarbeit mit Josef Stalin, die auf Drängen Großbritanniens zustande kam, die Armee des Generals Władysław Anders. Auf dem Umweg über Persien und Palästina nahm diese Armee den Kampf gegen die Deutschen wieder auf. Sie wurde in Nordafrika und in Italien eingesetzt. Weitere Polen wurden ab 1943 in die von den Sowjets aufgestellte 1. Polnische Armee des Generals Zygmunt Berling integriert und kämpften ab 1944 an der Ostfront. Später folgte die Aufstellung einer 2. und 3. Polnischen Armee.

### Der Überfall auf Polen und der Nürnberger Prozess

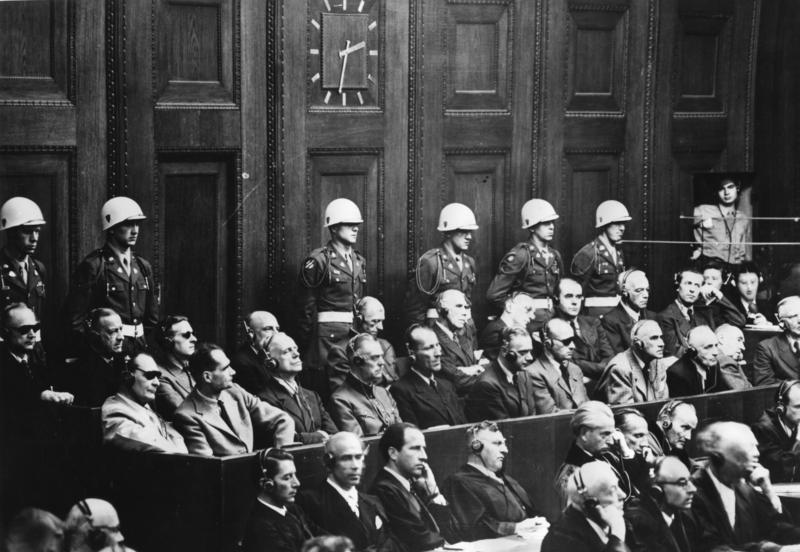
Hintere Reihe von links: Karl Dönitz, Erich Raeder, Baldur von Schirach, Fritz Sauckel, Alfred Jodl, Franz von Papen, Arthur Seyß-Inquart, Albert Speer, Konstantin von Neurath, Hans Fritzsche. Vordere Reihe von links: Hermann Göring, Rudolf Heß, Joachim von Ribbentrop, Wilhelm Keitel, Ernst Kaltenbrunner, Alfred Rosenberg, Hans Frank, Wilhelm Frick, Julius Streicher, Walther Funk und Hjalmar Schacht.

Mit dem Überfall auf Polen hatte das Deutsche Reich nicht nur das I. Haager Abkommen zur friedlichen Erledigung von Streitfällen und das III. Haager Abkommen über den Beginn der Feindseligkeiten, beide vom 18. Oktober 1907, gebrochen, sondern auch den Schiedsvertrag, den es mit Polen am 16. Oktober 1925 in Locarno geschlossen hatte, sowie die Nichtangriffserklärung vom 26. Januar 1934. Die deutsche Annexion der Freien Stadt Danzig verstieß gegen den Versailler Vertrag. Ferner missachtete der deutsche Angriffskrieg den Briand-Kellogg-Pakt von 1928.
Im Nürnberger Prozess gegen die Hauptkriegsverbrecher vom 15. November 1945 bis zum 1. Oktober 1946 wurde der Überfall auf Polen wegen der Anklagepunkte 1) Verschwörung gegen den Weltfrieden und 2) Planung, Entfesselung und Durchführung eines Angriffskrieges berücksichtigt. Die Angeklagten Karl Dönitz (2), Wilhelm Frick (2), Walther Funk (2), Hermann Göring (1+2), Rudolf Heß (1+2), Alfred Jodl (1+2), Wilhelm Keitel (1+2), Konstantin von Neurath (1+2), Erich Raeder (1+2), Joachim von Ribbentrop (1+2), Alfred Rosenberg (1+2) und Arthur Seyß-Inquart (2) wurden verurteilt.
Die Verurteilung erfolgte aufgrund des totalen Bruchs des ius ad bellum gemäß Artikel 6a des Londoner Statuts vom 8. August 1945, wonach Planung und Durchführung eines Angriffskrieges Verbrechen gegen den Frieden darstellten. Gegenüber dem Einwand der Verteidigung, ein solches Urteil widerspreche dem Grundsatz nullum crimen sine lege, stellte das Nürnberger Hauptkriegsverbrechertribunal fest:

„Zu behaupten, daß es ungerecht sei, jene zu strafen, die unter Verletzung von Verträgen und Versicherungen ihre Nachbarstaaten ohne Warnung angegriffen haben, ist klarerweise unrichtig, denn unter solchen Umständen muß ja der Angreifer wissen, daß er Unrecht tut, und weit entfernt davon, daß es nicht ungerecht wäre, ihn zu strafen, wäre es vielmehr ungerecht, wenn man seine Freveltaten straffrei ließe. Angesichts der Stellung, die die Angeklagten in der Regierung Deutschlands einnahmen, mußten sie oder zumindest einige von ihnen Kenntnis der von Deutschland unterschriebenen Verträge haben, in denen der Krieg als Mittel zur Beilegung internationaler Streitigkeiten für ungesetzlich erklärt wurde; sie mußten gewußt haben, daß sie allem Völkerrecht zum Trotz handelten, als sie mit vollem Vorbedacht ihre auf Invasion und Angriff gerichteten Absichten ausführten.“

## Zur Rezeption nach 1945
Im Januar 1946 verabschiedeten die neuen kommunistischen Machthaber ein Dekret mit dem Titel „Über die Verantwortung für die Niederlage im September und die Faschisierung des staatlichen Lebens“. Dieses Dokument zeichnete für etwa zehn Jahre die Hauptrichtung der kommunistischen „Erinnerungspolitik“ vor. „Der Grund für die Niederlage im September“ sei „das verbrecherische Sanacja-Regime und das widerrechtliche Handeln seiner damaligen Führer“ gewesen. Diese hätten „durch die Schwächung der materiellen und geistigen Abwehrkräfte der Nation“ die Ausbreitung des Faschismus gefördert und seien daher mitschuldig am Krieg.
Martin Sabrow schrieb 2009, dass es „Tabus und Blindstellen“ im Kriegsgedächtnis von Westdeutschland und Ostdeutschland gab:

„Im Westen blieben die von der Wehrmacht gedeckten und mit ihrer Beteiligung durchgeführten Massenmorde hinter der Front im Osten und die Auslöschung der intellektuellen Eliten in Polen und Russland über Jahrzehnte hinweg praktisch ausgeblendet, […] auch der kommunistische Widerstand gegen Hitlers Herrschaft und die Beteiligung der deutschen Gesellschaft am nationalsozialistischen Zivilisationsbruch.“

### Vorgeschichte
- Walther Hofer: Die Entfesselung des Zweiten Weltkrieges. Lit Verlag, Wien [u. a.] 2007, ISBN 978-3-8258-0383-4 (basierend auf Hofers Buch Die Entfesselung des Zweiten Weltkrieges. Eine Studie über die internationalen Beziehungen im Sommer 1939. DVA 1954 bzw. auf seiner Habilitationsschrift Die europäischen Mächte und der Ausbruch des zweiten Weltkrieges. FU Berlin, 1952).
- Tomasz Lubieński: 1939. Noch war Polen nicht verloren. Edition.fotoTAPETA, Berlin 2010, ISBN 978-3-940524-08-9 (Originaltitel: 1939 Zaczęło się we wrześniu. Übersetzt von Antje Ritter-Jasińska.)
- Erwin Oberländer (Hrsg.): Hitler-Stalin-Pakt. Das Ende Ostmitteleuropas? Fischer Taschenbuch Verlag, Frankfurt am Main 1989, ISBN 3-596-24434-X.
- Manfred Messerschmidt: Außenpolitik und Kriegsvorbereitungen. In: Wilhelm Deist, Manfred Messerschmidt, Hans-Erich Volkmann und Wolfram Wette: Das Deutsche Reich und der Zweite Weltkrieg, Bd. 1: Ursachen und Voraussetzungen der deutschen Kriegspolitik, herausgegeben vom Militärgeschichtlichen Forschungsamt, DVA, Stuttgart 1979, ISBN 3-421-01934-7.
- Horst Rohde: Hitlers erster „Blitzkrieg“ und seine Auswirkungen auf Nordosteuropa. In: Klaus A. Maier, Horst Rohde, Bernd Stegemann, Hans Umbreit: Das Deutsche Reich und der Zweite Weltkrieg, Bd. 2: Die Errichtung der Hegemonie auf dem europäischen Kontinent, herausgegeben vom Militärgeschichtlichen Forschungsamt, DVA, Stuttgart 1979, ISBN 3-421-01935-5, S. 79–156. (zu Planungs- und Aufmarschphase, weniger Kampfhandlungen)
- Herbert Schindler: Mosty und Dirschau 1939 – Zwei Handstreiche der Wehrmacht vor Beginn des Polenfeldzuges. Rombach, Freiburg 1971, ISBN 3-7930-0151-2. (zu zwei Kommandounternehmen vom 26. August 1939)
- Günter Wollstein: Die Politik des nationalsozialistischen Deutschlands gegenüber Polen 1933–1939/45. In: M. Funke (Hrsg.): Hitler, Deutschland und die Mächte – Material zur Außenpolitik des Dritten Reichs. Düsseldorf 1976.

### Kriegsverlauf
- Der Zweite Weltkrieg im Kartenbild. Band 1: Der Polenfeldzug. Ein Lageatlas der Operationsabteilung des Generalstabs des Heeres. Maßstab 1:3000000. Biblio-Verlag, 1989, ISBN 3-7648-1760-7.
- Rolf Elble: Die Schlacht an der Bzura im September 1939 aus deutscher und polnischer Sicht. Freiburg 1975, ISBN 3-7930-0174-1. (zur Verschiedenheit der Heere und einer polnischen Operation)
- Janusz Piekałkiewicz: Polenfeldzug. Hitler und Stalin zerschlagen die Polnische Republik. Augsburg 1998, ISBN 3-86047-907-5. (zur polnischen Sicht, mit vielen bislang unbekannten Bildern und Zeitdokumenten)
- Bertil Stjernfelt, Klaus-Richard Böhme: Westerplatte 1939. Rombach, Freiburg 1978, ISBN 3-7930-0182-2. (Standardwerk)
- Jochen Böhler: Der Überfall. Deutschlands Krieg gegen Polen. Eichborn, Frankfurt am Main 2009, ISBN 3-8218-5706-4.

### Kriegspropaganda und Selbstdarstellung Hitlers
- Wolfram Pyta: Hitler. Der Künstler als Politiker und Feldherr. Siedler, München 2015.
- Christoph Raichle: Hitler als Symbolpolitiker. Kohlhammer, Stuttgart 2014.

### Kriegsverbrechen
- Jochen Böhler (Hrsg.): „Größte Härte …“. Verbrechen der Wehrmacht in Polen September – Oktober 1939. Fibre, Osnabrück 2005, ISBN 3-938400-07-2. (Ausstellungskatalog und zwei Aufsätze)
- Jochen Böhler: Auftakt zum Vernichtungskrieg. Die Wehrmacht in Polen 1939. Eine Publikation des Deutschen Historischen Instituts Warschau. Fischer, Frankfurt am Main 2006, ISBN 3-596-16307-2 und Bundeszentrale für politische Bildung (bpb), Schriftenreihe Bd. 550, 2006, ISBN 3-89331-679-5. (Die Zeit 24/2006: Rezension Die Zeit 2006: Am Leben blieb niemand.)
- Martin Broszat: Nationalsozialistische Polenpolitik 1939–1945. (1965) Oldenbourg, München 2010, ISBN 978-3-486-70382-5.
- Czesław Madajczyk, Berthold Puchert: Die Okkupationspolitik Nazideutschlands in Polen 1939–1945. Pahl-Rugenstein, Berlin/Köln 1988, ISBN 3-7609-1198-6.
- Michael Wildt: Generation des Unbedingten. Das Führungskorps des Reichssicherheitshauptamtes. Kap. 6: Polen 1939: Die Erfahrung rassistischen Massenmords. 4., durchgesehene und ergänzte Auflage, Hamburger Edition, Hamburg 2003, ISBN 3-930908-87-5, S. 419–485.

### Folgen
- Christoph Kleßmann (Hrsg.): September 1939. Krieg, Besetzung, Widerstand in Polen. Vandenhoeck & Ruprecht, Göttingen 1997, ISBN 3-525-33559-8.
- John Mosier: The Blitzkrieg Myth: How Hitler and the Allies Misread the Strategic Realities of World War II. HarperCollins, New York 2004, ISBN 0-06-000977-2.
- Jan T. Gross: Revolution from Abroad: The Soviet Conquest of Poland’s Western Ukraine and Western Belorussia. Princeton University Press 2002, ISBN 0-691-09603-1.

## Filme
- Alexander Hogh, Jean-Christoph Caron (Regie): Polen 39. Wie deutsche Soldaten zu Mördern wurden. TV-Dokumentation, Deutschland 2019, 52 Min., ZDF[133]